# Seznam železničních linek v závazku veřejné služby v Česku

Schéma železničních linek v Česku 2025

Toto je seznam železničních linek v závazku veřejné služby v Česku.

## Dálkové linky
| Linka | Trasa                                                                            | Platný tarif | Dopravce v roce 2025         | Dopravce v roce 2025 | Smlouva platná do | Nasazované vozidlo                     | Poznámka                                 | Změna                                      |
| ----- | -------------------------------------------------------------------------------- | ------------ | ---------------------------- | -------------------- | ----------------- | -------------------------------------- | ---------------------------------------- | ------------------------------------------ |
| Ex1   | (Praha –) Ostrava – Bohumín (– Krakow) – Český Těšín – Návsí (–Žilina)           | ČD, SJT      |                              | ČD                   | 12/2029           | 362 „69Er“                             | R                                        |                                            |
| Ex1   | (Praha –) Ostrava – Bohumín (– Krakow) – Český Těšín – Návsí (–Žilina)           | ČD, SJT      | 193 „Vectron“                | ČD                   | 12/2029           | EC                                     |                                          |                                            |
| Ex2   | Praha – Olomouc – Horní Lideč (– Púchov - Žilina)                                | ČD, SJT      |                              | ČD                   | 12/2028           | 361.1                                  |                                          |                                            |
| Ex2   | Praha – Olomouc – Horní Lideč (– Púchov - Žilina)                                | ČD, SJT      | 383 „Vectron“                | ČD                   | 12/2028           |                                        |                                          |                                            |
| Ex3   | Praha – Pardubice – Brno – Břeclav (– AT/SK)                                     | ČD, SJT      |                              | ČD                   | 12/2034           | 193 „Vectron“                          | EC / IC                                  |                                            |
| Ex3   | Praha – Pardubice – Brno – Břeclav (– AT/SK)                                     | ČD, SJT      | 1216 „ES64“ + Viagio Comfort | ČD                   | 12/2034           | rj                                     |                                          |                                            |
| Ex4   | (AT/SK –) Břeclav – Otrokovice – Ostrava –Bohumín (– Warszawa)                   | ČD, SJT      |                              | ČD                   | 12/2029           | 1216 „ES64“                            | směr AT                                  |                                            |
| Ex4   | (AT/SK –) Břeclav – Otrokovice – Ostrava –Bohumín (– Warszawa)                   | ČD, SJT      | 193 „Vectron“                | ČD                   | 12/2029           | směr SK                                |                                          |                                            |
| Ex5   | Praha – Ústí nad Labem – Děčín (– Dresden – Berlin – Hamburg)                    | ČD, SJT      |                              | ČD                   | 12/2034           | 193 „Vectron“ + Viaggio Next Level     | EC Berliner                              |                                            |
| Ex5   | Praha – Ústí nad Labem – Děčín (– Dresden – Berlin – Hamburg)                    | ČD, SJT      | 193 „Vectron“                | ČD                   | 12/2034           | EC Hungaria                            |                                          |                                            |
| Ex6   | (Bohumín — Ostrava – ) Praha – Plzeň – Cheb (– Františkovy Lázně / Karlovy Vary) | ČD, SJT      |                              | ČD                   | 12/2028           | 193 „Vectron“ + Viaggio Next Level     |                                          | od 12/2028 Škoda 26Ev                      |
| Ex6   | (Bohumín — Ostrava – ) Praha – Plzeň – Cheb (– Františkovy Lázně / Karlovy Vary) | ČD, SJT      | 680 „Pendolino“              | ČD                   | 12/2028           | IC 503 / 504, Cheb – K. Vary v obj. KK |                                          | od 12/2028 Škoda 26Ev                      |
| Ex6   | Praha – Plzeň –Domažlice (– München)                                             | ČD, SJT      |                              | ČD                   | 12/2026           | 362 „69Er“                             | Praha – Plzeň                            | Od 12/2026 jako Ex36                       |
| Ex6   | Praha – Plzeň –Domažlice (– München)                                             | ČD, SJT      | 223 "ER20"                   | ČD                   | 12/2026           | Plzeň – DE                             |                                          | Od 12/2026 jako Ex36                       |
| Ex7   | Praha – Č. Budějovice – Rybník (– Linz)                                          | ČD, SJT      |                              | ČD                   | 12/2031           | 380 „109E“                             |                                          | 680 „Pendolino“ IC 545/542 od 9/2025       |
| Ex7   | Praha – Č. Budějovice – Č. Krumlov                                               | ČD, SJT      |                              | ČD                   | 12/2031           | 380 „109E“                             | Praha – Č. Budějovice                    |                                            |
| Ex7   | Praha – Č. Budějovice – Č. Krumlov                                               | ČD, SJT      | 754                          | ČD                   | 12/2031           | Č. Budějovice – Č. Krumlov             |                                          |                                            |
| R8    | Brno – Přerov - Ostrava – Bohumín                                                | RJ, SJT      |                              | RJ                   | 12/2027           | 388 „TRAXX 3“                          |                                          | Soutěž balíčku Východ od 12/2027           |
| R9    | Praha – Havlíčkův Brod – Brno                                                    | ČD, SJT      |                              | ČD                   | 12/2026           | 362 „69Er“                             |                                          | od 12/2026 666 a 667                       |
| R9    | Praha – Havlíčkův Brod – Jihlava                                                 | ČD, SJT      |                              | ČD                   | 12/2026           | 362 „69Er“                             |                                          | od 12/2026 666 a 667                       |
| R10   | Praha – Hradec Králové – Trutnov                                                 | ČD, SJT      |                              | ČD                   | 12/2028           | 362 „69Er“                             |                                          |                                            |
| R10   | Praha – Hradec Králové – Trutnov                                                 | ČD, SJT      | + Viaggio Next Level         | ČD                   | 12/2028           | R 954/957                              |                                          |                                            |
| R11   | České Budějovice – Strakonice – Plzeň                                            | ČD, SJT      |                              | ČD                   | 12/2026           | 362 „69Er“                             |                                          | od 12/2026 jako R31                        |
| R11   | České Budějovice – Jihlava – Brno                                                | ČD, SJT      |                              | ČD                   | 12/2031           | 750                                    | Brno – Jihlava                           |                                            |
| R11   | České Budějovice – Jihlava – Brno                                                | ČD, SJT      | 362 „69Er“                   | ČD                   | 12/2031           | Jihlava – Č. Budějovice                |                                          |                                            |
| R12   | Brno – Olomouc – Zábřeh (- Jeseník) – Šumperk                                    | ČD, SJT      |                              | ČD                   | 12/2027           | 362 „69Er“                             |                                          | Soutěž balíčku Východ od 12/2027           |
| R12   | Brno – Olomouc – Zábřeh (- Jeseník) – Šumperk                                    | ČD, SJT      | 750.7                        | ČD                   | 12/2027           | Zábřeh – Jeseník v obj. OK             |                                          | Soutěž balíčku Východ od 12/2027           |
| R13   | Brno – Břeclav – Otrokovice – Olomouc                                            | ČD, SJT      |                              | ČD                   | 12/2025           | 660 „10Ev“                             |                                          | Soutěž balíčku Východ od 12/2027           |
| R14   | Liberec – Pardubice                                                              | ARR, SJT     |                              | ARR                  | 12/2029           | 845                                    |                                          | od 12/2029                                 |
| R14   | Liberec – Ústí nad Labem                                                         | ARR, SJT     |                              | ARR                  | 12/2029           | 845                                    |                                          | od 12/2029                                 |
| R15   | Praha – Ústí nad Labem – Karlovy Vary – Cheb                                     | ČD, SJT      |                              | ČD                   | 12/2034           | 193 „Vectron“ + Viaggio Next Level     |                                          |                                            |
| R16   | Praha – Plzeň – Klatovy (– Železná Ruda)                                         | ČD, SJT      |                              | ČD                   | 12/2028           | 362 „69Er“                             |                                          | od 12/2028 Škoda 26Ev                      |
| R16   | Praha – Plzeň – Klatovy (– Železná Ruda)                                         | ČD, SJT      | 754                          | ČD                   | 12/2028           | Klatovy – Ž. Ruda; v obj. PK           |                                          | od 12/2028 Škoda 26Ev                      |
| R17   | Praha – Tábor – Veselí n. Luž. – Č. Budějovice                                   | ČD, SJT      |                              | ČD                   | 12/2031           | 380 „109E“                             |                                          |                                            |
| R17   | Praha – Tábor – Veselí n. Luž. – České Velenice (– AT)                           | ČD, SJT      |                              | ČD                   | 12/2031           | 380 „109E“                             | Praha – Veselí n. Luž.                   |                                            |
| R17   | Praha – Tábor – Veselí n. Luž. – České Velenice (– AT)                           | ČD, SJT      | 754                          | ČD                   | 12/2031           | Veselí n. Luž. – Č. Velenice           |                                          |                                            |
| R17   | Praha – Tábor – Veselí n. Luž. – České Velenice (– AT)                           | ČD, SJT      | 1116 „ES64“                  | ČD                   | 12/2031           | Č. Velenice – AT                       |                                          |                                            |
| R18   | Praha – Přerov - Otrokovice – Luhačovice                                         | ČD, SJT      |                              | ČD                   | 12/2028           | 660 „10Ev“                             | R 898/899                                |                                            |
| R18   | Praha – Přerov - Otrokovice – Luhačovice                                         | ČD, SJT      | 193 „Vectron“                | ČD                   | 12/2028           | Praha – Staré Město                    |                                          |                                            |
| R18   | Praha – Přerov - Otrokovice – Luhačovice                                         | ČD, SJT      | 750.7                        | ČD                   | 12/2028           | Staré Město – Luhačovice               |                                          |                                            |
| R18   | Praha – Otrokovice – Veselí nad Moravou                                          | ČD, SJT      |                              | ČD                   | 12/2028           | 193 „Vectron“                          | Praha – Staré Město                      |                                            |
| R18   | Praha – Otrokovice – Veselí nad Moravou                                          | ČD, SJT      | 750.7                        | ČD                   | 12/2028           | S. Město – Veselí n. Mor.              |                                          |                                            |
| R18   | Praha – Otrokovice – Zlín                                                        | ČD, SJT      |                              | ČD                   | 12/2028           | 193 „Vectron“                          | Praha – Otrokovice                       |                                            |
| R18   | Praha – Otrokovice – Zlín                                                        | ČD, SJT      | 750.7                        | ČD                   | 12/2028           | Otrokovice – Zlín                      |                                          |                                            |
| R19   | Praha – Pardubice – Česká Třebová – Brno                                         | ČD, SJT      |                              | ČD                   | 12/2029           | 660 „10Ev“                             |                                          |                                            |
| R20   | Praha – Roudnice n L. – Ústí n L. – Děčín                                        | ČD, SJT      |                              | ČD                   | 12/2029           | 162 „99E“                              |                                          |                                            |
| R21   | Praha – Mladá Boleslav – Turnov – Tanvald                                        | ARR, SJT     |                              | ARR                  | 12/2029           | 845                                    |                                          | od 12/2029                                 |
| R22   | Kolín – Mladá Boleslav – Nový Bor – Rumburk – Šluknov                            | ARR, SJT     |                              | ARR                  | 12/2029           | 845                                    | úsek Nový Bor – Šluknov pod obj. ÚK a LK | od 12/2029                                 |
| R23   | Kolín – Lysá nad Labem – Ústí nad Labem                                          | RJ, SJT      |                              | RJ                   | 12/2029           | 665 „Sirius“                           |                                          |                                            |
| R23   | Kolín – Lysá nad Labem – Ústí nad Labem                                          | RJ, SJT      | 654/655 „Elf.eu“             | RJ                   | 12/2029           | záloha                                 |                                          |                                            |
| R24   | Praha – Rakovník                                                                 | ARR, SJT     |                              | ARR                  | 12/2029           | 845                                    |                                          | od 12/2029 součástí linky PID R45          |
| R24   | Praha - Mladá Boleslav - Česká Lípa - Rumburk                                    | RJ, SJT      |                              | RJ                   | 12/2044           | EDMU                                   |                                          | od 12/2029 nová trasa                      |
| R25   | Plzeň – Žatec – Chomutov – Most                                                  | GW, SJT      |                              | GWT                  | 12/2031           | 845                                    |                                          |                                            |
| R26   | Praha – Příbram – Písek – České Budějovice                                       | ARR, SJT     |                              | ARR                  | 12/2027           | 845                                    |                                          |                                            |
| R27   | Ostrava – Opava – Krnov – Olomouc                                                | ČD, SJT      |                              | ČD                   | 12/2027           | 843 + Btn + Bftn                       |                                          |                                            |
| R29   | Liberec - Kolín                                                                  | RJ, SJT      |                              | RJ                   | 12/2044           | EDMU                                   |                                          | nová linka od modernizace trati na Liberec |
| R31   | České Budějovice – Strakonice – Plzeň                                            | ČD, SJT      |                              | ČD                   | 12/2031           |                                        |                                          | nová linka od 12/2026                      |
| Ex32  | Praha – Ústí nad Orlicí – Lichkov (– Wroclaw - Gdansk - Gdynia)                  | ČD, SJT      |                              | ČD                   | 12/2034           | EU46 Vectron                           |                                          |                                            |
| R33   | Cheb – Schirnding (– Nürnberg)                                                   | ČD, SJT      |                              | ČD                   | 12/2032           | 612 „RegioSwinger“                     |                                          |                                            |
| Ex36  | Praha – Plzeň – Domažlice (- DE)                                                 | SJT          |                              |                      |                   |                                        |                                          | nová linka od 12/2026                      |

## Linky objednávané krajem

### Středočeský kraj a Praha
| Linka | Trasa                                                                                   | Platný tarif            | Dopravce v roce 2025 | Dopravce v roce 2025 | Smlouva platná do | Nasazované vozidlo         | Poznámka                | Změna                                  |
| --- | --------------------------------------------------------------------------------------- | ----------------------- | -------------------- | -------------------- | ----------------- | -------------------------- | ----------------------- | -------------------------------------- |
| S1 | Praha – Český Brod – Poříčany – Pečky – Kolín                                           | PID, ČD, SJT            |                      | ČD                   | 12/2029           | 471 „1Ev“                  |                         | Soutěže na provoz od 12/2030 - EMU 400 |
| S2 | Praha – Lysá nad Labem – Nymburk – Kolín                                                | PID, ČD, SJT            |                      | ČD                   | 12/2029           | 471 „1Ev“                  |                         | Soutěže na provoz od 12/2029           |
| S3 | Praha – Neratovice – Všetaty – Mladá Boleslav                                           | PID, ČD, SJT            |                      | ČD                   | 12/2029           | 854 +Bdtn756 + ABfbrdtn795 |                         | Soutěže na provoz od 12/2029           |
| S3 | Praha – Neratovice – Všetaty – Mělník                                                   | PID, ČD, SJT            |                      | ČD                   | 12/2029           | 854 +Bdtn756 + ABfbrdtn795 |                         | Soutěže na provoz od 12/2029           |
| S4 | Praha – Kralupy nad Vltavou – Vraňany – Hněvice (– Roudnice nad Labem – Ústí nad Labem) | PID, ČD, SJT            |                      | ČD                   | 12/2029           | 640.2 „20Ev“               | DÚK U4                  | Soutěže na provoz od 12/2029           |
| S5 | Praha – Hostivice – Kladno                                                              | PID, ČD, SJT            |                      | ČD                   | 12/2029           | 814                        |                         | Soutěže na provoz od 6/2030 - EMU 400  |
| S6 | Praha – Rudná u Prahy – Beroun                                                          | PID, ČD, SJT            |                      | ČD                   | 12/2034           | 847 „Elf 3“                |                         |                                        |
| S7 | Praha – Beroun                                                                          | PID, ČD, SJT            |                      | ČD                   | 12/2029           | 471 „1Ev“                  |                         | Soutěže na provoz od 12/2029 - EMU 400 |
| S8 | Praha – Vrané nad Vltavou – Čerčany                                                     | PID, ČD, SJT            |                      | ČD                   | 12/2029           | 814                        |                         | Soutěže na provoz od 12/2029           |
| S9 | Lysá nad Labem – Praha – Říčany – Benešov u Prahy                                       | PID, ČD, SJT            |                      | ČD                   | 12/2029           | 471 „1Ev“                  |                         | Soutěže na provoz od 12/2029           |
| S10 | Kolín – Týnec nad Labem – Přelouč                                                       | PID, ČD, SJT            |                      | ČD                   | 12/2029           | 162 + Bdmtee + Bfhpvee     |                         | Skoda 7Ev od 12/2025                   |
| S11 | Pečky – Bošice – Kouřim                                                                 | PID, ČD, SJT            |                      | ČD                   | 12/2034           | 810                        |                         | Stadler RS1 od 12/2025                 |
| S12 | Poříčany – Nymburk                                                                      | PID, ČD, SJT            |                      | ČD                   | 12/2034           | 814                        |                         | Stadler RS1 od 12/2025                 |
| S18 | Kolín – Bečváry – Ledečko – Sázava                                                      | PID, ČD, SJT            |                      | ČD                   | 12/2034           | 814                        |                         |                                        |
| S20 | Kolín – Kutná H. – Čáslav – Světlá nad Sázavou                                          | PID, VDV, ČD, SJT       |                      | ČD                   | 12/2029           | 650.2 „15Ev“               |                         |                                        |
| S21 | Nymburk – Křinec – Kopidlno – Jičín                                                     | PID, ČD, SJT            |                      | ČD                   | 12/2034           | 814                        |                         | Stadler RS1 od 12/2025                 |
| S22 | Praha – Lysá nad Labem – Milovice                                                       | PID, ČD, SJT            |                      | ČD                   | 12/2029           | 471 „1Ev“                  |                         | Soutěže na provoz od 12/2029           |
| S23 | Čelákovice – Brandýs nad Labem – Neratovice                                             | PID, ČD, SJT            |                      | ČD                   | 12/2034           | 810                        |                         |                                        |
| S27 | Čáslav – Třemošnice                                                                     | PID, ČD, SJT            |                      | ČD                   | 12/2034           | 810                        |                         | 814 od 12/2025                         |
| S28 | Kutná Hora – Zruč nad Sázavou                                                           | PID, ČD, SJT            |                      | ČD                   | 12/2034           | 814                        |                         | Stadler RS1 od 12/2025                 |
| S30 | Mladá Boleslav – Bakov nad Jizerou – Turnov                                             | PID, ČD, SJT            |                      | ČD                   | 12/2034           | 814                        |                         | Stadler RS1 od 12/2025                 |
| S31 | Nymburk – Mladá Boleslav                                                                | PID, ČD, SJT            |                      | ČD                   | 12/2034           | 814                        |                         | Stadler RS1 od 12/2025                 |
| S32 | Lysá nad Labem – Štětí (– Ústí nad Labem západ)                                         | PID, ČD, SJT            |                      | ČD                   | 12/2026           | 163 + Bdmtee + Bfhpvee     |                         | Od 12/2026 640.2/650.2                 |
| S33 | Mělník – Mšeno – Mladá Boleslav                                                         | PID, ČD, SJT            |                      | ČD                   | 12/2034           | 810                        |                         |                                        |
| S34 | Praha Masarykovo n. – Praha-Čakovice                                                    | PID, SJT                |                      | KŽC                  | 12/2028           | 810                        | 813.2 na servisu        | Příprava soutěže na provoz od 12/2028  |
| S34 | Praha Masarykovo n. – Praha-Čakovice                                                    | PID, SJT                | 814 od ČD            | KŽC                  | 12/2028           |                            | 813.2 na servisu        | Příprava soutěže na provoz od 12/2028  |
| S36 | Mladá Boleslav – Dolní Bousov – Mladějov v Čechách – Libuň – Lomnice nad Popelkou       | PID, ČD, SJT            |                      | ČD                   | 12/2034           | 814                        |                         | Stadler RS1 od 12/2025                 |
| S40 | Kralupy nad Vltavou – Slaný (– Zlonice – Louny)                                         | PID, ČD, SJT            |                      | ČD                   | 12/2034           | 809                        | DÚK U40                 | Pesa Elf 3 od 12/2026                  |
| S43 | Neratovice – Kralupy nad Vltavou                                                        | PID, ČD, SJT, KŽC       |                      | ČD                   | 12/2034           | 810                        |                         |                                        |
| S43 | Neratovice – Kralupy nad Vltavou                                                        | PID, ČD, SJT, KŽC       | KŽC                  |                      | 12/2034           | 810                        |                         |                                        |
| S44 | Kralupy nad Vltavou – Velvary                                                           | PID, ČD, SJT            |                      | ČD                   | 12/2034           | 809                        |                         | Pesa Elf 3 od 12/2026                  |
| S45 | Kladno – Kralupy nad Vltavou                                                            | PID, ČD, SJT            |                      | ČD                   | 12/2034           | 814                        |                         | Pesa Elf 3 od 12/2026                  |
| S49 | Praha Hostivař – Roztoky u Prahy                                                        | PID, SJT                |                      | RJ                   | 12/2039           | 655 „Elf.eu“               |                         |                                        |
| S50 | Kladno – Lužná u Rakovníka – Rakovník                                                   | PID, ČD, SJT            |                      | ČD                   | 12/2034           | 814                        |                         | Pesa Elf 3 od 12/2026                  |
| S54 | (Praha –) Hostivice – Středokluky – Podlešín                                            | PID, ČD, SJT            |                      | ČD                   | 12/2029           | 814                        |                         | Soutěže na provoz od 12/2029           |
| S55 | Praha-Veleslavín - Praha-Letiště Václava Havla Praha                                    | PID, SJT                |                      |                      |                   |                            |                         | Soutěže na provoz od 6/2030 - EMU 400  |
| S57 | Rakovník – Blatno u Jesenice – Žlutice (– Bečov nad Teplou)                             | PID, DÚK, IDOK, ČD, SJT |                      | ČD                   | 12/2029           | 810                        |                         | Pesa Elf 3 od 12/2026                  |
| S57 | Rakovník – Blatno u Jesenice – Žlutice (– Bečov nad Teplou)                             | PID, DÚK, IDOK, ČD, SJT | 814                  | ČD                   | 12/2029           |                            |                         | Pesa Elf 3 od 12/2026                  |
| S58 | Rakovník – Kralovice u Rakovníka                                                        | PID, SJT                |                      | DLB                  | 12/2029           | 818 „RVT“                  |                         |                                        |
| S60 | Beroun – Zdice – Příbram – Blatná (– Strakonice)                                        | PID, ČD, SJT            |                      | ČD                   | 12/2034           | 814                        |                         | Pesa Elf 3 od 12/2026                  |
| S61 | Praha-Vršovice - Praha hl. n. – Úvaly                                                   | PID, SJT                |                      | RJ                   | 12/2039           | 655 „Elf.eu“               |                         |                                        |
| S65 | Praha – Hostivice – Rudná u Prahy                                                       | PID, ČD, SJT            |                      | ČD                   | 12/2029           | 810                        |                         | Soutěže na provoz od 12/2029           |
| S66 | Březnice – Čimelice – Písek (– Protivín)                                                | PID, ČD, SJT            |                      | ČD                   | 12/2029           | 814                        |                         |                                        |
| S70 | Beroun – Zdice – Kařez                                                                  | PID, ČD, SJT            |                      | ČD                   | 12/2029           | 650.2 „15Ev“               |                         | Soutěže na provoz od 12/2029           |
| S75 | Beroun – Rakovník                                                                       | PID, ČD, SJT            |                      | ČD                   | 12/2034           | 847 „Elf 3“                |                         |                                        |
| S76 | Zadní Třebaň – Lochovice                                                                | PID, ČD, SJT            |                      | ČD                   | 12/2034           | 810                        |                         | Pesa Elf 3 od 12/2026                  |
| S80 | Čerčany – Sázava – Zruč nad S.                                                          | PID, ČD, SJT            |                      | ČD                   | 12/2034           | 810                        |                         | 814 od 12/2025                         |
| S82 | Zruč nad S. - Ledeč nad Sázavou – Světlá nad S.                                         | PID, VDV, ČD, SJT       |                      | ČD                   | 12/2029           | 841 „RS1“                  |                         |                                        |
| S88 | Praha – Vrané nad Vltavou – Dobříš                                                      | PID, ČD, SJT            |                      | ČD                   | 12/2029           | 814                        |                         | Soutěže na provoz od 12/2029           |
| S90 | Olbramovice – Tábor                                                                     | PID, ČD, SJT            |                      | ČD                   | 12/2034           | 814                        |                         | Stadler RS1 od 12/2025                 |
| S98 | Benešov u Prahy – Olbramovice – Sedlčany                                                | PID, ČD, SJT            |                      | ČD                   | 12/2034           | 810                        |                         | Stadler RS1 od 12/2025                 |
| S99 | Benešov u Prahy – Vlašim                                                                | PID, ČD, SJT            |                      | ČD                   | 12/2034           | 810                        |                         | Stadler RS1 od 12/2025                 |
| Dálkové linky v objednávce Středočeského kraje / hl. města Prahy, nebo do něj vedoucí v objednávce jiného kraje |                                                                                         |                         |                      |                      |                   |                            |                         |                                        |
| R41 | Praha – Český Brod – Pečky – Kolín – Kutná Hora                                         | PID, ČD, SJT            |                      | ČD                   | 12/2029           | 640.2 „20Ev“               |                         | Soutěže na provoz od 12/2030 - EMU 400 |
| R42 | Praha – Nymburk – Poděbrady – Kolín                                                     | PID, ČD, SJT            |                      | ČD                   | 12/2029           | 471 „1Ev“                  |                         | Soutěže na provoz od 12/2029           |
| R43 | Praha – Všetaty – Mladá Boleslav                                                        | PID, ČD, SJT            |                      | ČD                   | 12/2029           | 854                        |                         | Soutěže na provoz od 12/2029           |
| R44 | Praha – Kralupy nad Vltavou                                                             | PID, ČD, SJT            |                      | ČD                   | 12/2029           | 854                        |                         |                                        |
| R45 | Praha – Hostivice – Kladno                                                              | PID, ČD, SJT            |                      | ČD                   | 12/2029           | 814                        |                         | Soutěže na provoz od 6/2030 - EMU 400  |
| R48 | Praha hl. n. – Mladá Boleslav město                                                     | PID, SJT                |                      |                      |                   |                            |                         | Soutěže na provoz od 12/2032 - EMU 400 |
| R49 | Praha – Čerčany – Benešov u Prahy – Olbramovice – Tábor                                 | PID, ČD, SJT            |                      | ČD                   | 12/2029           | 362 + 4xBdt + AB           |                         |                                        |
| Turistické linky v objednávce Středočeského kraje / hl. města Prahy                                             |                                                                                         |                         |                      |                      |                   |                            |                         |                                        |
| T1 | Praha hl. n. – Praha-Zličín                                                             | PID                     |                      | KŽC                  | 12/2034           | 830                        | "Pražský motoráček"     |                                        |
| T2 | Praha – Nymburk – Jičín – Trosky – Turnov                                               | PID, ČD                 |                      | ČD                   | 12/2029           | 854                        | "Český ráj"             |                                        |
| T3 | Praha – Neratovice – Mělník – Mšeno                                                     | PID                     |                      | KŽC                  | 12/2027           | 751                        | "Kokořínský rychlík"    |                                        |
| T4 | Praha – Středokluky – Slaný (– Zlonice)                                                 | PID, ČD                 |                      | ČD                   | 12/2029           | 714.217-7                  | "Cyklohráček"           |                                        |
| T6 | Praha – Beroun – Příbram – Blatná                                                       | PID, ČD                 |                      | ČD                   | 12/2029           | 751                        | "Cyklo Brdy"            |                                        |
| T7 | Praha – Beroun – Křivoklát – Rakovník                                                   | PID                     |                      | KŽC                  | 12/2027           | 751                        | "Rakovnický rychlík"    |                                        |
| T8 | Praha hl. n. – Vrané n. Vlt. – Jílové u P. – Týnec n. Sáz. – Čerčany                    | PID                     |                      | KŽC                  | 12/2027           | 850                        | "Posázavský motoráček"  |                                        |
| T10 | Praha – Mladá Boleslav – Česká Lípa – Svor – Krásná Lípa – Mikulášovice                 | PID                     |                      | KŽC                  | 12/2027           | 751                        | "Lužickohorský rychlík" |                                        |
| T88 | Praha hl. n. – Vrané nad Vltavou – Mníšek pod Brdy – Dobříš                             | PID                     |                      | KŽC                  | 12/2027           | 830/850                    | "Brdský motoráček"      |                                        |

### Plzeňský kraj
| Linka                                                                                      | Trasa                                       | Platný tarif    | Dopravce v roce 2025 | Dopravce v roce 2025 | Smlouva platná do | Nasazované vozidlo | Poznámka | Změna                           |
| ------------------------------------------------------------------------------------------ | ------------------------------------------- | --------------- | -------------------- | -------------------- | ----------------- | ------------------ | -------- | ------------------------------- |
| P1                                                                                         | Strakonice – Horažďovice – Plzeň – Pňovany  | IDPK, SJT       |                      | ARR                  | 12/2038           | 650.1 „7Ev“        |          |                                 |
| P1                                                                                         | Plzeň – Cheb – Karlovy Vary                 | IDPK, IDOK, SJT |                      | ČD                   | 12/2038           | 650.2 „15Ev“       |          |                                 |
| P2                                                                                         | Beroun – Rokycany – Plzeň – Klatovy         | IDPK, PID, SJT  |                      | ČD                   | 12/2036           | 650.2 „15Ev“       |          |                                 |
| P3                                                                                         | Plzeň – Domažlice                           | IDPK, SJT       |                      | ČD                   | 12/2026           | 844 „Link“         |          | od 12/2026 do 12/2036 848 „GTW“ |
| P4                                                                                         | Plzeň – Žihle (– Blatno u Jesenice)         | IDPK, ČD, SJT   |                      | ČD                   | 12/2033           | 847 „Elf 3“        |          |                                 |
| P11                                                                                        | Strakonice – Horažďovice – Sušice – Klatovy | IDPK, SJT       |                      | GWT                  | 12/2032           | 841 „RS1“          |          |                                 |
| P13                                                                                        | Plzeň – Bezdružice                          | IDPK, SJT       |                      | ČD                   | 12/2033           | 847 „Elf 3“        |          |                                 |
| P14                                                                                        | Planá u Mariánských Lázní – Tachov          | IDPK, SJT       |                      | ČD                   | 12/2033           | 814                |          | Pesa Link od 12/2026            |
| P21                                                                                        | Rokycany – Nezvěstice                       | IDPK, SJT       |                      | ČD                   | 12/2033           | 847 „Elf 3“        |          |                                 |
| P22                                                                                        | Plzeň – Radnice                             | IDPK, SJT       |                      | ČD                   | 12/2033           | 847 „Elf 3“        |          |                                 |
| P23                                                                                        | Domažlice – Klatovy                         | IDPK, SJT       |                      | GWT                  | 12/2032           | 841 „RS1“          |          |                                 |
| P24                                                                                        | Železná Ruda-Alžbětín – Klatovy             | IDPK, SJT       |                      | ČD                   | 12/2033           | 847 „Elf 3“        |          |                                 |
| P31                                                                                        | Nýřany – Heřmanova Huť                      | IDPK, SJT       |                      | ČD                   | 12/2033           | 814                |          | Pesa Link od 12/2026            |
| P32                                                                                        | Poběžovice – Staňkov – Holýšov              | IDPK, SJT       |                      | ČD                   | 12/2033           | 814                |          | 841 „RS1“ od 12/2028            |
| P33                                                                                        | Domažlice – Tachov                          | IDPK, SJT       |                      | ČD                   | 12/2033           | 814                |          | 841 "RS1 od 12/2028             |
| P34                                                                                        | Domažlice – Furth im Wald                   | IDPK, SJT       |                      | ČD                   | 12/2033           | 841 „RS1“          |          |                                 |
| Dálkové linky v objednávce Plzeňského kraje, nebo do něj vedoucí v objednávce jiného kraje |                                             |                 |                      |                      |                   |                    |          |                                 |
| R16                                                                                        | (Praha – Plzeň –) Klatovy – Železná Ruda    | ČD, SJT         |                      | ČD                   | 12/2027           | 754                |          |                                 |

### Karlovarský kraj
Karlovarský kraj plánuje zavést číslování železničních linek od nových smluv ve 12/2029.

| Trať                                                                                          | Trasa                                                | Platný tarif  | Dopravce v roce 2025 | Dopravce v roce 2025 | Smlouva platná do | Nasazované vozidlo | Poznámka        | Změna |
| --------------------------------------------------------------------------------------------- | ---------------------------------------------------- | ------------- | -------------------- | -------------------- | ----------------- | ------------------ | --------------- | ----- |
| 140                                                                                           | Most – Klášterec nad Ohří – Karlovy Vary – Cheb      | IDOK, ČD, SJT |                      | ČD                   | 12/2029           | 650.2 „15Ev“       | DÚK U2          |       |
| 141                                                                                           | Karlovy Vary – Merklín                               | IDOK, ČD, SJT |                      | ČD                   | 12/2029           | 810                |                 |       |
| 142                                                                                           | Karlovy Vary – Johanngeorgenstadt                    | IDOK, ČD, SJT |                      | ČD                   | 12/2029           | 844 „Link“         |                 |       |
| 144                                                                                           | Nová Role – Loket                                    | IDOK, ČD, SJT |                      | ČD                   | 12/2029           | 810                |                 |       |
| 145                                                                                           | Sokolov – Kraslice                                   | IDOK, SJT     |                      | GWT                  | 12/2031           | 818 „RVT“          |                 |       |
| 146                                                                                           | Cheb – Luby u Chebu                                  | IDOK, ČD, SJT |                      | ČD                   | 12/2029           | 844 „Link“         |                 |       |
| 148                                                                                           | Cheb – Aš – Hranice v Čechách                        | IDOK, ČD, SJT |                      | ČD                   | 12/2029           | 810, 814           |                 |       |
| 149                                                                                           | Karlovy Vary – Mariánské Lázně                       | IDOK, SJT     |                      | GWT                  | 12/2031           | 818 „RVT“          |                 |       |
| 161                                                                                           | Rakovník – Chyše – Bečov nad Teplou                  | IDOK, ČD, SJT |                      | ČD                   | 12/2029           | 814                | PID S57 DÚK U57 |       |
| 178                                                                                           | Plzeň – Mariánské Lázně – Cheb                       | IDOK, ČD, SJT |                      | ČD                   | 12/2038           | 650.2 „15Ev“       | IDPK P1         |       |
| Dálkové linky v objednávce Karlovarského kraje, nebo do něj vedoucí v objednávce jiného kraje |                                                      |               |                      |                      |                   |                    |                 |       |
| Ex6                                                                                           | (Ostrava – Praha – Plzeň – ) Cheb – Karlovy Vary     | ČD, SJT       |                      | ČD                   | 12/2028           | 680 "Pendolino"    |                 |       |
| Zahraniční linky vedoucí do Karlovarského kraje                                               |                                                      |               |                      |                      |                   |                    |                 |       |
| RB1                                                                                           | Kraslice – Zwotental – Zwickau                       | IDOK, SJT     |                      | GWT                  | 12/2031           | 650 „RS1“          | VVV             |       |
| RB2                                                                                           | Cheb – Bad Brambach – Zwickau                        | IDOK, ČD, SJT |                      | ČD                   | 12/2029           | 650 „RS1“          | VVV             |       |
| RB5                                                                                           | Kraslice – Zwotental – Plauen (Vogtl) (– Mehltheuer) | IDOK, SJT     |                      | GWT                  | 12/2031           | 650 „RS1“          | VVV             |       |
| RB95                                                                                          | Marktredwitz – Schirding – Cheb – Aš – Hof           | IDOK, ČD, SJT |                      | ČD                   | 12/2029           | 650 „RS1“          | VGN             |       |

### Ústecký kraj
| Linka                                                                                     | Trasa                                                                                   | Platný tarif            | Dopravce v roce 2025 | Dopravce v roce 2025 | Smlouva platná do | Nasazované vozidlo     | Poznámka                        | Změna                                              |
| ----------------------------------------------------------------------------------------- | --------------------------------------------------------------------------------------- | ----------------------- | -------------------- | -------------------- | ----------------- | ---------------------- | ------------------------------- | -------------------------------------------------- |
| U0                                                                                        | Ústí n. L. západ – Ústí n. L. Střekov – Velké Březno                                    |                         |                      | ČD                   |                   | 814                    | "náhradní vlaková doprava"      |                                                    |
| U1                                                                                        | Děčín – Ústí nad Labem – Most – Chomutov – Kadaň-Prunéřov – Kadaň předměstí             | DÚK, (ČD), SJT          |                      | ČD                   | 12/2026           | 640.1 „7Ev“            |                                 | Od 12/2026 640.2/650.2                             |
| U1                                                                                        | Děčín – Ústí nad Labem – Most – Chomutov – Kadaň-Prunéřov – Kadaň předměstí             | DÚK, (ČD), SJT          |                      | RJUK                 | 12/2026           | 654 „Elf.eu“           | vybr. spoje                     | Od 12/2026 640.2/650.2                             |
| U2                                                                                        | Most – Klášterec nad Ohří – Perštejn (– Karlovy Vary – Cheb)                            | ČD, SJT, DÚK            |                      | ČD                   | 12/2026           | 640.1 „7Ev“            |                                 | Od 12/2026 640.2/650.2                             |
| U3                                                                                        | Litvínov – Teplice v Čechách – Ústí nad Labem – Děčín                                   | DÚK, (ČD), SJT          |                      | ČD                   | 12/2026           | 640.1 „7Ev“            |                                 | Od 12/2026 640.2/650.2                             |
| U3                                                                                        | Litvínov – Teplice v Čechách – Ústí nad Labem – Děčín                                   | DÚK, (ČD), SJT          |                      | RJUK                 | 12/2026           | 654 „Elf.eu“           | ranní spoje                     | Od 12/2026 640.2/650.2                             |
| U4                                                                                        | Ústí nad Labem – Roudnice nad Labem – Hněvice (– Vraňany – Kralupy nad Vltavou – Praha) | ČD, SJT, DÚK            |                      | ČD                   | 12/2029           | 640.2 „20Ev“           | PID S4                          |                                                    |
| U5                                                                                        | Ústí n.Labem – Úpořiny – Bílina – Most                                                  | DÚK, SJT                |                      | RJUK                 | 12/2029           | 654 „Elf.eu“           |                                 |                                                    |
| U6                                                                                        | Lovosice – Radejčín                                                                     | ČD, SJT, DÚK            |                      | ČD                   | 12/2032           | autobus                | dlouhodobá NAD                  | Příprava soutěže na BEMU od 12/2032                |
| U6                                                                                        | Radejčín – Teplice v Čechách                                                            | ČD, SJT, DÚK            |                      | ČD                   | 12/2032           | 840 „RS1“              |                                 | Příprava soutěže na BEMU od 12/2032                |
| U7                                                                                        | Ústí nad Labem – Velké Březno – Děčín                                                   | DÚK, SJT                |                      | RJUK                 | 12/2029           | 654 „Elf.eu“           |                                 | od 12/2025 814                                     |
| U8                                                                                        | Děčín – Česká Kamenice – Rumburk                                                        | ČD, SJT, DÚK            |                      | ČD                   | 12/2032           | 642 „Desiro“           |                                 |                                                    |
| U10                                                                                       | Litoměřice – Most                                                                       | DÚK, SJT                |                      | AŽD                  | 12/2029           | 818 „RVT“              |                                 | od 12/2029 přímé zadání AŽD s BEMU                 |
| U11                                                                                       | Postoloprty – Louny – Lovosice – Litoměřice – Česká Lípa                                | ČD, SJT, DÚK            |                      | ČD                   | 12/2032           | 840 „RS1“              |                                 | Příprava soutěže na BEMU od 12/2032                |
| U12                                                                                       | Osek město – Most – Louny – Rakovník                                                    | DÚK, PID, SJT           |                      | DLB                  | 12/2029           | 818 „RVT“              |                                 | Příprava soutěže na BEMU od 12/2031                |
| U13                                                                                       | Most – Žatec západ                                                                      | DÚK, SJT                |                      | RJUK                 | 12/2029           | 654 „Elf.eu“           |                                 |                                                    |
| U14                                                                                       | Jirkov – Chomutov – Žatec – Lužná u R. – Rakovník                                       | DÚK, PID, SJT           |                      | DLB                  | 12/2029           | 818 „RVT“              |                                 |                                                    |
| U16                                                                                       | Chomutov – Kadaň                                                                        | (ČD), SJT, DÚK          |                      | ČD                   | 12/2026           | 640.1 „7Ev“            |                                 | od 12/2025 ČD všechny spoje Od 12/2026 640.2/650.2 |
| U16                                                                                       | Chomutov – Kadaň                                                                        | (ČD), SJT, DÚK          |                      | RJUK                 | 12/2026           | 654 „Elf.eu“           | vybr. spoje                     | od 12/2025 ČD všechny spoje Od 12/2026 640.2/650.2 |
| U21                                                                                       | Roudnice nad Labem – Bříza obec                                                         | ČD, SJT, DÚK            |                      | ČD                   | 12/2029           | 809                    |                                 | Stadler RS1 od 12/2024                             |
| U22                                                                                       | Vraňany – Straškov                                                                      | ČD, SJT, DÚK            |                      | ČD                   | 12/2029           | 809                    |                                 | Stadler RS1 od 12/2024                             |
| U28                                                                                       | Děčín – Bad Schandau – Sebnitz – Šluknov – Velký Šenov – Rumburk                        | ČD, DB, SJT, DÚK        |                      | ČD                   | 12/2032           | 642 „Desiro“           |                                 |                                                    |
| U32                                                                                       | Ústí nad Labem západ – Štětí (– Lysá nad Labem)                                         | (ČD), SJT, DÚK, PID     |                      | ČD                   | 12/2026           | 163 + Bdmtee + Bfhpvee | PID S32 do 12/2026              | Od 12/2026 640.2/650.2                             |
| U32                                                                                       | Ústí nad Labem západ – Štětí (– Lysá nad Labem)                                         | (ČD), SJT, DÚK, PID     |                      | RJUK                 | 12/2026           | 654 „Elf.eu“           | vybr. spoje                     | Od 12/2026 640.2/650.2                             |
| U40                                                                                       | Louny – Zlonice – Slaný (– Kralupy nad Vltavou)                                         | ČD, SJT, DÚK, PID       |                      | ČD                   | 12/2029           | 809                    | PID S40                         |                                                    |
| S57                                                                                       | Rakovník – Blatno u Jesenice – Žlutice (– Bečov nad Teplou)                             | PID, DÚK, IDOK, ČD, SJT |                      | ČD                   | 12/2029           | 810                    |                                 | Pesa Elf 3 od 12/2026                              |
| S57                                                                                       | Rakovník – Blatno u Jesenice – Žlutice (– Bečov nad Teplou)                             | PID, DÚK, IDOK, ČD, SJT | 814                  | ČD                   | 12/2029           |                        |                                 | Pesa Elf 3 od 12/2026                              |
| Dálkové linky v objednávce Ústeckého kraje, nebo do něj vedoucí v objednávce jiného kraje |                                                                                         |                         |                      |                      |                   |                        |                                 |                                                    |
| R22                                                                                       | (Kolín – M. Boleslav – ) Nový Bor – Šluknov                                             | ARR, SJT, DUK           |                      | ARR                  | 12/2027           | 845                    | společná obj. s LK              |                                                    |
| U51                                                                                       | Ústí nad Labem – Most – Chomutov                                                        | ČD, DÚK, SJT            |                      | ČD                   | 12/2026           | 640.1 „7Ev“            |                                 | Od 12/2026 640.2/650.2                             |
| U52                                                                                       | Žatec – Louny – Lovosice – Ústí nL.                                                     | DÚK, SJT                |                      | GWT                  | 12/2032           | 845                    |                                 | Příprava soutěže na BEMU od 12/2031                |
| U54                                                                                       | Děčín – Roudnice nad Labem                                                              | DÚK, SJT, ČD            |                      | ČD                   | 12/2026           | 640.1 „7Ev“            |                                 | Od 12/2026 640.2/650.2                             |
| Zahraniční linky vedoucí do Ústeckého kraje                                               |                                                                                         |                         |                      |                      |                   |                        |                                 |                                                    |
| RE20                                                                                      | Litoměřice/Ústí nad Labem – Drážďany                                                    | DÚK, SJT                |                      | ČD                   | 12/2032           | 642 „Desiro“           | VVO                             |                                                    |
| Turistické linky v objednávce Ústeckého kraje                                             |                                                                                         |                         |                      |                      |                   |                        |                                 |                                                    |
| T1                                                                                        | Česká Kamenice – Kamenický Šenov – Benešov nad Ploučnicí (- Děčín)                      | DÚK, SJT                |                      | KŽC                  | 1/11/2026         | 810                    | "Kamenický motoráček"           |                                                    |
| T2                                                                                        | Děčín - Varnsdorf – Krásná Lípa – Rumburk – Mikulášovice dolní nádraží                  | DÚK, SJT                |                      | ČD                   | 12/2032           | 642 „Desiro“           | "Vlak Českého Švýcarska"        |                                                    |
| T2                                                                                        | Děčín - Varnsdorf – Krásná Lípa – Rumburk – Mikulášovice dolní nádraží                  | DÚK, SJT                | DLB                  |                      | 12/2032           | 642 „Desiro“           | "Vlak Českého Švýcarska"        |                                                    |
| T3                                                                                        | Ústí nad Labem – Střekov – Velké Březno – Zubrnice                                      | DÚK, SJT                |                      | MBM                  | 1/11/2026         | 801                    | "Zubrnický motoráček"           |                                                    |
| T4                                                                                        | Litoměřice horní nádraží – Lovosice – Oparno – Chotiměř                                 | DÚK, SJT                |                      | AŽD                  | 12/2029           | 818 „RVT“              | "Oparenský expres"              |                                                    |
| T5                                                                                        | Libochovice – Mšené Lázně – Roudnice nad Labem                                          | DÚK, SJT                |                      | KŽC                  | 1/11/2026         | 830                    | "Podřipský motoráček"           |                                                    |
| T6                                                                                        | Kadaň – Krásný Dvůr – Podbořany/Kadaňský Rohozec                                        | DÚK, SJT                |                      | RC                   | 12/2027           | 810                    | "Doupovská dráha"               |                                                    |
| T7                                                                                        | Chomutov – Vejprty – Cranzahl                                                           | DÚK, SJT                |                      | DLB                  | 12/2029           | 818 „RVT“              | "Vejprtská horská dráha"        |                                                    |
| T8                                                                                        | Ústí nad Labem/Most – Moldava v Krušných horách                                         | DÚK, SJT                |                      | GWT                  | 12/2032           | 845                    | "Moldavská dráha"               |                                                    |
| T8                                                                                        | Ústí nad Labem/Most – Moldava v Krušných horách                                         | DÚK, SJT                |                      | RC                   | 12/2027           | 811                    | "Moldavská dráha"               |                                                    |
| T9                                                                                        | Liberec – Zittau - Mikulášovice                                                         | DÚK, SJT                |                      | DLB                  | 1/11/2026         | 642 „Desiro“           | IDOL T9                         |                                                    |
| T10                                                                                       | Praha – Mladá Boleslav – Česká Lípa – Mikulášovice                                      | DÚK, SJT                |                      | KŽC                  | 1/11/2026         | 751                    | PID T10 "Lužickohorský rychlík" |                                                    |
| T11                                                                                       | Děčín – Jílové – Telnice – Krupka město                                                 | DÚK, SJT                |                      | KŽC                  | příležitostně     | 810                    | "Kozí dráha"                    |                                                    |

### Liberecký kraj
| Linka                                                                                       | Trasa                                                                                       | Platný tarif         | Dopravce v roce 2025 | Dopravce v roce 2025 | Smlouva platná do | Nasazované vozidlo | Poznámka           | Změna                               |
| ------------------------------------------------------------------------------------------- | ------------------------------------------------------------------------------------------- | -------------------- | -------------------- | -------------------- | ----------------- | ------------------ | ------------------ | ----------------------------------- |
| L1                                                                                          | Liberec – Jablonec nad Nisou – Smržovka – Tanvald – Kořenov – Harrachov – Szklarska Poręba  | IDOL, ČD, SJT        |                      | ČD                   | 12/2033           | 840 „RS1“          |                    |                                     |
| L2                                                                                          | Liberec – Mimoň – Česká Lípa – Benešov nad Ploučnicí – Děčín                                | IDOL, SJT            |                      | DLB                  | 12/2031           | 642 „Desiro“       |                    | Příprava soutěže na BEMU od 12/2031 |
| L3                                                                                          | Liberec – Turnov – Železný Brod – Semily – Stará Paka – Jaroměř                             | IDOL, SJT, IREDO     |                      | ARR                  | 12/2029           | 642 „Desiro“       |                    |                                     |
| L4                                                                                          | Mladá Boleslav – Bezděz – Česká Lípa – Svor – Jedlová – Rumburk                             | IDOL, SJT            |                      | DLB                  | 12/2031           | 642 „Desiro“       |                    |                                     |
| L5                                                                                          | Stará Paka – Lomnice nad Popelkou                                                           | IDOL, IREDO, SJT, ČD |                      | ČD                   | 12/2031           | 814                |                    | Společná smlouva s IREDO            |
| L6                                                                                          | Liberec – Raspenava – Frýdlant v Čechách – Černousy                                         | IDOL, SJT, ČD        |                      | ČD                   | 12/2033           | 814                |                    |                                     |
| L7                                                                                          | Liberec – Hrádek nad Nisou – Zittau – Varnsdorf – Seifhennersdorf                           | IDOL, SJT            |                      | DLB                  | 12/2031           | 642 „Desiro“       |                    |                                     |
| L9                                                                                          | Martinice v Krkonoších – Jilemnice – Rokytnice nad Jizerou                                  | IDOL, IREDO SJT, ČD  |                      | ČD                   | 12/2033           | 814                |                    |                                     |
| L12                                                                                         | Smržovka – Josefův Důl                                                                      | IDOL, SJT, ČD        |                      | ČD                   | 12/2033           | 814                |                    |                                     |
| L18                                                                                         | Liberec – Tanvald – Plavy                                                                   | IDOL, SJT, ČD        |                      | ČD                   | 12/2033           | 840 „RS1“          |                    | Prodloužena o L31 od 12/2026        |
| L24                                                                                         | Liberec – Česká Lípa – Doksy                                                                | IDOL, SJT            |                      | DLB                  | 12/2031           | 642 „Desiro“       |                    |                                     |
| L31                                                                                         | Železný Brod – Tanvald                                                                      | IDOL, SJT            |                      | ARR                  | 12/2026           | 642 „Desiro“       |                    | Od 12/2026 jako L18                 |
| L34                                                                                         | Liberec – Turnov – Rovensko pod Troskami                                                    | IDOL, SJT, ČD        |                      | ČD                   | 12/2033           | 814                |                    |                                     |
| L61                                                                                         | Liberec – Raspenava – Frýdlant v Čechách – Nové Město pod Smrkem – Jindřichovice pod Smrkem | IDOL, SJT, ČD        |                      | ČD                   | 12/2033           | 814                |                    |                                     |
| L62                                                                                         | Raspenava – Bílý Potok pod Smrkem                                                           | IDOL, SJT, ČD        |                      | ČD                   | 12/2033           | 814                |                    |                                     |
| Dálkové linky v objednávce Libereckého kraje, nebo do něj vedoucí v objednávce jiného kraje |                                                                                             |                      |                      |                      |                   |                    |                    |                                     |
| R22                                                                                         | (Kolín – M. Boleslav – ) Nový Bor – Šluknov                                                 | ARR, SJT, IDOL       |                      | ARR                  | 12/2027           | 845                | společná obj. s ÚK |                                     |
| Zahraniční linky vedoucí do Libereckého kraje                                               |                                                                                             |                      |                      |                      |                   |                    |                    |                                     |
| RE2                                                                                         | Liberec – Zittau – Dresden                                                                  | DLB                  |                      | DLB                  | 12/2031           | 642 „Desiro“       |                    | VVO                                 |
| D61                                                                                         | (Kořenov) - Harrachov-SzklarskaPoręba Górna                                                 | MPS, KD              |                      | ZUB                  | 14/9/2025         | 810                |                    |                                     |

### Královéhradecký kraj
| Linka (trať*)                                       | Trasa                                                                                      | Platný tarif         | Dopravce v roce 2025                | Dopravce v roce 2025 | Smlouva platná do | Nasazované vozidlo | Poznámka                  | Změna                                                      |
| --------------------------------------------------- | ------------------------------------------------------------------------------------------ | -------------------- | ----------------------------------- | -------------------- | ----------------- | ------------------ | ------------------------- | ---------------------------------------------------------- |
| V2                                                  | Hradec Králové – Týniště nad Orlicí – Letohrad                                             | IREDO, SJT, ČD       |                                     | ČD                   | 12/2031           | 854                |                           | 847 „Elf 3“ od 12/2024                                     |
| V2                                                  | Hradec Králové – Týniště nad Orlicí – Letohrad                                             | IREDO, SJT, ČD       | Příprava soutěže na BEMU od 12/2031 | ČD                   | 12/2031           | 854                |                           |                                                            |
| V3                                                  | (Hradec Králové –) Starkoč – Náchod – Meziměstí – Broumov                                  | IREDO, SJT, ČD       |                                     | ČD                   | 12/2031           | 847 „Elf 3“        | přímý vůz z HK            |                                                            |
| V4                                                  | Pardubice – Hradec Králové – Trutnov – Svoboda nad Úpou                                    | IREDO, SJT, ČD       |                                     | ČD                   | 12/2031           | 847 „Elf 3“        |                           |                                                            |
| V5                                                  | Hradec Králové – Jičín – Turnov                                                            | IREDO, SJT, ČD       |                                     | ČD                   | 12/2031           | 814                | 6 ✝                       |                                                            |
| V6                                                  | Pardubice – Hradec Králové – Jaroměř                                                       | IREDO, SJT, ČD       |                                     | ČD                   | 12/2031           | 640.1 „7Ev“        | Sp Pardubice – H. Králové |                                                            |
| V10                                                 | Chlumec nad Cidlinou – Hradec Králové                                                      | IREDO, SJT, ČD       |                                     | ČD                   | 12/2031           | 650.2 „15Ev“       |                           |                                                            |
| V20                                                 | Hradec Králové – Týniště nad Orlicí – Choceň                                               | IREDO, SJT, ČD       |                                     | ČD                   | 12/2031           | 640.2 „20Ev“       |                           |                                                            |
| V21                                                 | Hradec Králové – Týniště nad Orlicí – Solnice                                              | IREDO, SJT, ČD       |                                     | ČD                   | 12/2031           | 814                |                           | 847 „Elf 3“ od 12/2025                                     |
| V21                                                 | Hradec Králové – Týniště nad Orlicí – Solnice                                              | IREDO, SJT, ČD       | Příprava soutěže na BEMU od 12/2031 | ČD                   | 12/2031           | 814                |                           |                                                            |
| V22                                                 | Týniště nad Orlicí – Častolovice – Rychnov nad Kněžnou                                     | IREDO, SJT, ČD       |                                     | ČD                   | 12/2031           | 814                |                           | 847 „Elf 3“ od 12/2025                                     |
| V23                                                 | (Hradec Králové -) Týniště nad Orlicí – Doudleby nad Orlicí – Rokytnice v Orlických horách | IREDO, SJT, ČD       |                                     | ČD                   | 12/2031           | 814                |                           | 847 „Elf 3“ od 12/2025 Příprava soutěže na BEMU od 12/2031 |
| V23                                                 | Častolovice – Doudleby nad Orlicí – Potštejn                                               | IREDO, SJT, ČD       |                                     | ČD                   | 12/2031           | 814                | sezonní provoz            | 847 „Elf 3“ od 12/2025 Příprava soutěže na BEMU od 12/2031 |
| V24                                                 | Choceň – Náchod – Hronov                                                                   | IREDO, SJT, ČD       |                                     | ČD                   | 12/2031           | 843 + Btn753       |                           | 847 „Elf 3“ od 12/2026                                     |
| V25                                                 | Choceň – Týniště nad Orlicí – Náchod – Hronov                                              | IREDO, SJT, ČD       |                                     | ČD                   | 12/2031           | 814                |                           | 847 „Elf 3“ od 12/2026                                     |
| V25                                                 | Dobruška — Týniště nad Orlicí                                                              | IREDO, SJT, ČD       |                                     | ČD                   | 12/2031           | 814                |                           |                                                            |
| V25                                                 | Dobruška — Náchod — Hronov — Meziměstí                                                     | IREDO, SJT, ČD       |                                     | ČD                   | 12/2031           | 814                |                           |                                                            |
| V30                                                 | Starkoč – Náchod – Meziměstí – Broumov                                                     | IREDO, SJT, ČD       |                                     | ČD                   | 12/2031           | 847 „Elf 3“        |                           |                                                            |
| V31                                                 | Starkoč – Václavice – Náchod                                                               | IREDO, SJT, ČD       |                                     | ČD                   | 12/2031           | 814                |                           | 847 „Elf 3“ od 12/2026                                     |
| V33                                                 | Adršpach – Teplice nad Metují –Meziměstí                                                   | IREDO, SJT, ČD       |                                     | ČD                   | 12/2031           | 814                |                           |                                                            |
| V34                                                 | Teplice nad Metují – Adršpach – Trutnov                                                    | IREDO, SJT, ČD       |                                     | ČD                   | 12/2031           | 814                |                           |                                                            |
| V40                                                 | Trutnov – Svoboda nad Úpou                                                                 | IREDO, SJT, ČD       |                                     | ČD                   | 12/2031           | 847 „Elf 3“        |                           |                                                            |
| V41                                                 | Trutnov – Stará Paka – Chlumec nad Cidlinou – Kolín                                        | IREDO, SJT, ČD       |                                     | ČD                   | 12/2031           | 847 „Elf 3“        |                           |                                                            |
| V42                                                 | Trutnov – Vrchlabí                                                                         | IREDO, SJT, ČD       |                                     | ČD                   | 12/2031           | 847 „Elf 3“        |                           |                                                            |
| V42                                                 | Trutnov – Martinice v Krkonoších – Jilemnice                                               | IREDO, SJT, ČD       |                                     | ČD                   | 12/2031           | 847 „Elf 3“        |                           |                                                            |
| V42                                                 | Trutnov – Martinice v Krkonoších – Stará Paka                                              | IREDO, SJT, ČD       |                                     | ČD                   | 12/2031           | 847 „Elf 3“        |                           |                                                            |
| V43                                                 | Kunčice nad Labem – Vrchlabí                                                               | IREDO, SJT, ČD       |                                     | ČD                   | 12/2031           | 814                |                           |                                                            |
| V44                                                 | Trutnov – Libeč                                                                            | IREDO, SJT, ČD       |                                     | ČD                   | 12/2031           | 814                |                           |                                                            |
| V50                                                 | Hradec Králové – Jičín – Turnov                                                            | IREDO, SJT, ČD       |                                     | ČD                   | 12/2031           | 814.2              |                           |                                                            |
| V51                                                 | Městec Králové – Chlumec nad Cidlinou – Stará Paka – Lomnice nad Popelkou                  | IREDO, SJT, ČD       |                                     | ČD                   | 12/2031           | 814                |                           |                                                            |
| S21                                                 | Nymburk – Křinec – Kopidlno – Jičín                                                        | PID, ČD, SJT         |                                     | ČD                   | 12/2034           | 814                |                           | Stadler RS1 od 12/2025                                     |
| L5                                                  | Stará Paka – Lomnice nad Popelkou                                                          | IDOL, IREDO, SJT, ČD |                                     | ČD                   | 12/2031           | 814                | Spol. smlouva s IDOL      |                                                            |
| S36                                                 | Mladá Boleslav – Dolní Bousov – Mladějov v Čechách – Libuň – Lomnice nad Popelkou          | PID, ČD, SJT         |                                     | ČD                   | 12/2034           | 814                |                           | Stadler RS1 od 12/2025                                     |
| 031*                                                | Pardubice – Hradec Králové                                                                 | IREDO, SJT, ČD       |                                     | ČD                   | 12/2034           | 640.1 „7Ev“        | Os                        |                                                            |
| Zahraniční linky vedoucí do Královéhradeckého kraje |                                                                                            |                      |                                     |                      |                   |                    |                           |                                                            |
| D66                                                 | Trutnov – Královec – Lubawka – Sędzisław                                                   | IREDO, SJT           |                                     | GWT                  | 12/2031           | 810                |                           |                                                            |
| D67                                                 | Wałbrzych – Meziměstí – Adršpach                                                           | IREDO, SJT           |                                     | GWT                  | 12/2031           | SA131              |                           |                                                            |

### Pardubický kraj
| Trať (linka*)                                  | Trasa                                                   | Platný tarif          | Dopravce v roce 2025 | Dopravce v roce 2025 | Smlouva platná do | Nasazované vozidlo | Poznámka                  | Změna                |
| ---------------------------------------------- | ------------------------------------------------------- | --------------------- | -------------------- | -------------------- | ----------------- | ------------------ | ------------------------- | -------------------- |
| 010                                            | České Třebová – Kolín                                   | IREDO, SJT, ČD        |                      | ČD                   | 12/2034           | 162 + Bdmtee       |                           | Skoda 7Ev od 12/2025 |
| 015                                            | Přelouč – Heřmanův Městec                               | IREDO, SJT, ČD        |                      | ČD                   | 12/2034           | 814                |                           |                      |
| 016                                            | Chrudim – Moravany – Holice                             | IREDO, SJT, ČD        |                      | ČD                   | 12/2034           | 814                |                           |                      |
| 017                                            | (Česká Třebová –) Třebovice v Čechách – Chornice        | IREDO, SJT, ČD        |                      | ČD                   | 12/2034           | 814                |                           |                      |
| 017                                            | Chornice – Dzbel                                        | IREDO, SJT, ČD        |                      | ČD                   | 12/2034           | 814                | 6 ✝                       |                      |
| 018                                            | Choceň – Litomyšl                                       | IREDO, SJT, ČD        |                      | ČD                   | 12/2034           | 841 „RS1“          |                           |                      |
| 024                                            | Ústí nad Orlicí – Lichkov – Moravský Karlov             | IREDO, SJT, LET       |                      | LET                  | 12/2029           | 832 „LINT 27“      | IDSOK M63                 |                      |
| 024                                            | Ústí nad Orlicí – Lichkov – Moravský Karlov             | IREDO, SJT, LET       | 846 „LINT 41“        | LET                  | 12/2029           |                    | IDSOK M63                 |                      |
| 024                                            | Letohrad – Lichkov – Hanušovice                         | IREDO, SJT, LET       |                      | LET                  | 12/2029           | 832 „LINT 27“      | IDSOK M63                 |                      |
| 024                                            | Letohrad – Lichkov – Hanušovice                         | IREDO, SJT, LET       | 846 „LINT 41“        | LET                  | 12/2029           |                    | IDSOK M63                 |                      |
| 031                                            | Pardubice – Hradec Králové                              | IREDO, SJT, ČD        |                      | ČD                   | 12/2034           | 640.1 „7Ev“        |                           |                      |
| 238                                            | Pardubice – Žďárec u Skutče (– Skuteč) – Havlíčkův Brod | IREDO, SJT, ČD        |                      | ČD                   | 12/2034           | 847 „Elf 3“        |                           |                      |
| 260                                            | Česká Třebová – Letovice                                | IREDO, SJT, ČD        |                      | ČD                   | 12/2034           | 162 + Bdmtee       |                           | Skoda 7Ev od 12/2025 |
| 260                                            | Česká Třebová – Letovice                                | IREDO, SJT, ČD        | 841 „RS1“            | ČD                   | 12/2034           | IDS JMK S22        |                           |                      |
| 261                                            | Svitavy – Žďárec u Skutče                               | IREDO, SJT, ČD        |                      | ČD                   | 12/2034           | 841 „RS1“          |                           |                      |
| 270                                            | (Česká Třebová –) Rudoltice v Čechách – Zábřeh n. M.    | IREDO, SJT, ČD, IDSOK |                      | ČD                   | 12/2034           | 841 „RS1“          | IDSOK M11                 |                      |
| 270                                            | Česká Třebová – Rudoltice v Čechách – Lanškroun         | IREDO, SJT, ČD        |                      | ČD                   | 12/2034           | 841 „RS1“          |                           |                      |
| V6                                             | Pardubice – Hradec Králové – Jaroměř                    | IREDO, SJT, ČD        |                      | ČD                   | 12/2031           | 640.1 „7Ev“        | Sp Pardubice – H. Kralové |                      |
| Zahraniční linky vedoucí do Pardubického kraje |                                                         |                       |                      |                      |                   |                    |                           |                      |
| D9                                             | Lichkov – Mezilesí (– Wroclaw)                          | KD                    |                      | LET                  | 12/2029           | 45WE „Impuls“      |                           |                      |

### Kraj Vysočina
| Trať | Trasa                                                                              | Platný tarif          | Dopravce v roce 2025 | Dopravce v roce 2025 | Smlouva platná do | Nasazované vozidlo | Poznámka        | Změna |
| ---- | ---------------------------------------------------------------------------------- | --------------------- | -------------------- | -------------------- | ----------------- | ------------------ | --------------- | ----- |
| 212  | Zruč nad Sázavou – Ledeč nad Sázavou – Světlá nad Sázavou – Havlíčkův Brod         | VDV, SJT, ČD          |                      | ČD                   | 12/2029           | 841 „RS1“          | PID S82         |       |
| 224  | Jihlava – Horní Cerekev – Pelhřimov – Tábor                                        | VDV, SJT, ČD          |                      | ČD                   | 12/2029           | 814                | JIKORD S13      |       |
| 225  | Havlíčkův Brod – Jihlava                                                           | VDV, SJT, ČD          |                      | ČD                   | 12/2029           | 650.2 „15Ev“       |                 |       |
| 227  | Kostelec u Jihlavy – Telč (– Slavonice)                                            | VDV, SJT, ČD          |                      | ČD                   | 12/2029           | 847 „Elf 3“        | JIKORD S14      |       |
| 228  | Obrataň - Rodinov (- Jindřichův Hradec)                                            | VDV, SJT              |                      | GE                   |                   |                    | provoz zastaven |       |
| 230  | Kolín – Vlkaneč – Havlíčkův Brod – Žďár nad Sázavou                                | VDV, SJT, ČD          |                      | ČD                   | 12/2029           | 650.2 „15Ev“       | PID S20         |       |
| 237  | Havlíčkův Brod – Humpolec                                                          | VDV, SJT, ČD          |                      | ČD                   | 12/2029           | 814                |                 |       |
| 237  | Havlíčkův Brod – Humpolec                                                          | VDV, SJT, ČD          | 847 „Elf 3“          | ČD                   | 12/2029           | 6 ✝                |                 |       |
| 238  | Havlíčkův Brod – Ždírec nad Doubravou (– Pardubice)                                | VDV, SJT, ČD          |                      | ČD                   | 12/2029           | 847 „Elf 3“        |                 |       |
| 240  | Třebíč – Náměšť nad Oslavou – Zastávka u Brna                                      | VDV, IDS JMK, SJT, ČD |                      | ČD                   | 12/2029           | 843 + Btn753       | IDS JMK S42     |       |
| 240  | Třebíč – Náměšť nad Oslavou – Zastávka u Brna                                      | VDV, IDS JMK, SJT, ČD | 841 „RS1“            | ČD                   | 12/2029           |                    | IDS JMK S42     |       |
| 240  | Jihlava – Třebíč                                                                   | VDV, SJT, ČD          |                      | ČD                   | 12/2029           | 814                |                 |       |
| 240  | Jihlava – Třebíč                                                                   | VDV, SJT, ČD          | 841 „RS1“            | ČD                   | 12/2029           |                    |                 |       |
| 241  | Znojmo – Okříšky                                                                   | VDV, SJT, ČD          |                      | ČD                   | 12/2029           | 814                | IDS JMK S81     |       |
| 241  | Znojmo – Okříšky                                                                   | VDV, SJT, ČD          | 847 „Elf 3“          | ČD                   | 12/2029           |                    | IDS JMK S81     |       |
| 243  | Moravské Budějovice – Jemnice                                                      | SJT, RC               |                      | RC                   | 12/2025           | 810                | 6 ✝             |       |
| 250  | Žďár nad Sázavou – Křižanov – Velké Meziříčí                                       | VDV, SJT, ČD          |                      | ČD                   | 12/2029           | 841 „RS1“          | provázané s 257 |       |
| 256  | (Tišnov – Nedvědice –) Bystřice nad Pernštejnem – Rovné-Divišov – Žďár nad Sázavou | VDV, IDS JMK, SJT, ČD |                      | ČD                   | 12/2029           | 847 „Elf 3“        | IDS JMK S31     |       |
| 257  | Křižanov – Studenec                                                                | VDV, SJT, ČD          |                      | ČD                   | 12/2029           | 841 „RS1“          | provázané s 250 |       |

### Jihočeský kraj
| Linka | Trasa                                                     | Platný tarif  | Dopravce v roce 2025 | Dopravce v roce 2025 | Smlouva platná do | Nasazované vozidlo | Poznámka        | Změna                  |
| ----- | --------------------------------------------------------- | ------------- | -------------------- | -------------------- | ----------------- | ------------------ | --------------- | ---------------------- |
| S1    | Strakonice – České Budějovice – České Velenice            | SJT, ČD       |                      | ČD                   | 12/2033           | 650.2 „15Ev“       |                 |                        |
| S2    | Tábor – České Budějovice                                  | SJT, ČD       |                      | ČD                   | 12/2033           | 650 „7Ev“          |                 |                        |
| S3    | České Budějovice – Rybník – Horní Dvořiště (– Linz)       | SJT, ČD, ÖBB  |                      | ČD                   | 12/2033           | 1116 +CityShuttle  | Sp              |                        |
| S3    | České Budějovice – Rybník – Horní Dvořiště (– Linz)       | SJT, ČD       |                      | ČD                   | 12/2033           | 650 „7Ev“          | Os              |                        |
| S3    | České Budějovice – Rybník – Lipno                         | SJT, ČD       |                      | ČD                   | 12/2033           | 650 „7Ev“          |                 |                        |
| S3    | Lipno – Rybník – Horní Dvořiště                           | SJT, ČD       |                      | ČD                   | 12/2033           | 650 „7Ev“          |                 |                        |
| S3    | Jindřichův Hradec – České Budějovice                      | SJT, ČD       |                      | ČD                   | 12/2033           | 650 „7Ev“          |                 |                        |
| S4    | České Budějovice – Český Krumlov – Nové Údolí – Volary    | SJT, GW       |                      | GWT                  | 12/2032           | 818 „RVT“          |                 |                        |
| S5    | Veselí nad Lužicí – České Velenice                        | SJT, ČD       |                      | ČD                   | 12/2033           | 847 „Elf 3“        |                 |                        |
| S5    | Veselí nad Lužicí – České Velenice                        | SJT, ČD       | 814                  | ČD                   | 12/2033           |                    |                 |                        |
| S6    | Písek – Číčenice – České Budějovice                       | SJT, ČD       |                      | ČD                   | 12/2033           | 650 „7Ev“          |                 |                        |
| S7    | Číčenice – Prachatice – Nové Údolí                        | SJT, GW       |                      | GWT                  | 12/2032           | 818 „RVT“          |                 |                        |
| S8    | Strakonice – Vimperk – Volary                             | SJT, GW       |                      | GWT                  | 12/2032           | 818 „RVT“          |                 |                        |
| S9    | Tábor – Písek – Strakonice                                | SJT, ČD       |                      | ČD                   | 12/2029           | 847 „Elf 3“        |                 |                        |
| S10   | Tábor – Bechyně                                           | SJT, ČD       |                      | ČD                   | 12/2033           | 113 + Btn          |                 |                        |
| S12   | Nepomuk – Blatná                                          | SJT, ČD, IDPK |                      | ČD                   | 12/2029           | 814                |                 |                        |
| S13   | Kostelec u Jihlavy – Pelhřimov – Horní Cerekev – Tábor    | SJT, VDV, ČD  |                      | ČD                   | 12/2029           | 814                |                 |                        |
| S14   | Slavonice – Dačice – Telč – Kostelec u Jihlavy            | SJT, VDV, ČD  |                      | ČD                   | 12/2029           | 841 „RS1“          |                 |                        |
| S17   | Jindřichův Hradec – Nová Bystřice                         | SJT           |                      | GE                   |                   |                    | provoz zastaven |                        |
| S18   | Jindřichův Hradec – Žďár u Kamenice nad Lipou (– Obrataň) | SJT, VDV      |                      | GE                   |                   |                    | provoz zastaven |                        |
| S23   | Jindřichův Hradec – Veselí nad Lužicí – Tábor             | SJT, ČD       |                      | ČD                   | 12/2033           | 650 „7Ev“          |                 |                        |
| S60   | Strakonice – Blatná – Březnice                            | SJT, PID, ČD  |                      | ČD                   | 12/2029           | 814                |                 | Pesa Elf 3 od 12/2026  |
| S66   | Protivín – Písek – Čimelice – Březnice                    | SJT, PID, ČD  |                      | ČD                   | 12/2029           | 814                |                 |                        |
| S90   | Tábor – Mezno – Olbramovice                               | SJT, PID, ČD  |                      | ČD                   | 12/2033           | 814                |                 | Stadler RS1 od 12/2024 |

### Jihomoravský kraj
| Linka | Trasa | Platný tarif                  | Dopravce v roce 2025 | Dopravce v roce 2025 | Smlouva platná do | Nasazované vozidlo | Poznámka                                          | Změna                               |
| --- | --- | ----------------------------- | -------------------- | -------------------- | ----------------- | ------------------ | ------------------------------------------------- | ----------------------------------- |
| S2 | Vyškov – Holubice – Křenovice – Sokolnice – Brno – Blansko – Skalice nad Svitavou – Letovice                                                               | IDS JMK, SJT                  |                      | ČD                   | 12/2034           | 550 "19Ev "        |                                                   |                                     |
| S2 | Vyškov – Holubice – Křenovice – Sokolnice – Brno – Blansko – Skalice nad Svitavou – Letovice                                                               | IDS JMK, SJT                  | 530 „18Ev“           | ČD                   | 12/2034           |                    |                                                   |                                     |
| S3 | Hustopeče u Brna – Šakvice – Vranovice – Brno hl n – Brno-Královo Pole – Kuřim – Tišnov – Křižanov                                                         | ČD, IDS JMK, VDV, SJT         |                      | ČD                   | 12/2034           | 550 „19Ev“         |                                                   |                                     |
| S3 | Hustopeče u Brna – Šakvice – Vranovice – Brno hl n – Brno-Královo Pole – Kuřim – Tišnov – Křižanov                                                         | ČD, IDS JMK, VDV, SJT         | 530 „18Ev“           | ČD                   | 12/2034           |                    |                                                   |                                     |
| S4 | Brno hlavní nádraží – Střelice – Zastávka u Brna | IDS JMK, SJT                  |                      | ČD                   | 12/2034           | 640.2 „20Ev“       |                                                   | Příprava soutěže na BEMU od 12/2029 |
| S5 | Kunovice – Uherské Hradiště – Staré Město u Uherského Hradiště                                                                                             | IDS JMK, IDZK, SJT            |                      | ČD                   | 12/2029           | 842                | obj. ZLK                                          |                                     |
| S5 | Kunovice – Uherské Hradiště – Staré Město u Uherského Hradiště                                                                                             | IDS JMK, IDZK, SJT            | 854                  | ČD                   | 12/2029           |                    | obj. ZLK                                          |                                     |
| S6 | Brno hlavní nádraží – Brno-Slatina – Slavkov u Brna – Bučovice – Kyjov – Bzenec – Veselí nad Moravou – Uherské Hradiště – Staré Město u Uherského Hradiště | IDS JMK, IDZK, SJT            |                      | ČD                   | 12/2034           | 842                |                                                   | Příprava soutěže na BEMU od 12/2029 |
| S6 | Brno hlavní nádraží – Brno-Slatina – Slavkov u Brna – Bučovice – Kyjov – Bzenec – Veselí nad Moravou – Uherské Hradiště – Staré Město u Uherského Hradiště | IDS JMK, IDZK, SJT            | 854                  | ČD                   | 12/2034           |                    |                                                   | Příprava soutěže na BEMU od 12/2029 |
| S8 | Břeclav – Mikulov na Moravě – Hrušovany nad Jevišovkou-Šanov – Znojmo                                                                                      | IDS JMK, SJT                  |                      | ARR                  | 12/2034           | 848 „GTW“          |                                                   |                                     |
| S9 | Přerov – Otrokovice – Hodonín – Břeclav | ČD, IDS JMK, IDZK, IDSOK, SJT |                      | ČD                   | 12/2029           | 640.2 „20Ev“       | obj. ZLK                                          |                                     |
| S9 | Hodonín – Břeclav | IDS JMK, SJT                  |                      | ČD                   | 12/2034           | 550 „19Ev“         |                                                   |                                     |
| S21 | Skalice nad Svitavou – Boskovice | IDS JMK, SJT                  |                      | ČD                   | 12/2034           | 814                |                                                   |                                     |
| S21 | Skalice nad Svitavou – Boskovice | IDS JMK, SJT                  | 842                  | ČD                   | 12/2034           |                    |                                                   |                                     |
| S22 | Letovice – Březová n. Svitavou (– Česká Třebová) | IDS JMK, IREDO, SJT           |                      | ČD                   | 12/2034           | 814                | obj. PAK                                          | Od 12/2024: Skoda 7Ev               |
| S31 | Tišnov – Nedvědice – Bystřice nad Pernštejnem – Rovné-Divišov (– Žďár nad Sázavou)                                                                         | IDS JMK, IDZK, SJT            |                      | ČD                   | 12/2029           | 814                | obj. VYS                                          |                                     |
| S41 | Brno hlavní nádraží – Střelice – Moravské Bránice – Ivančice/Moravský Krumlov – Miroslav – Hrušovany nad Jevišovkou-Šanov                                  | IDS JMK, SJT                  |                      | ČD                   | 12/2034           | 842                |                                                   |                                     |
| S42 | (Třebíč –) Náměšť nad Oslavou – Zastávka u Brna | IDS JMK, VDV, SJT             |                      | ČD                   | 12/2029           | 842                |                                                   |                                     |
| S51 | Šakvice – Zaječí – Břeclav | IDS JMK, SJT                  |                      | ČD                   | 12/2034           | 550 „19Ev“         |                                                   |                                     |
| S51 | Šakvice – Zaječí – Břeclav | IDS JMK, SJT                  | 530 „18Ev“           | ČD                   | 12/2034           |                    |                                                   |                                     |
| S52 | Zaječí – Kobylí (– Čejč – Hodonín) | IDS JMK, SJT                  |                      | ARR                  | 12/2034           | 848 „GTW“          |                                                   |                                     |
| S61 | Bzenec – Moravský Písek | IDS JMK, SJT                  |                      | ČD                   | 12/2034           | 810                |                                                   | Příprava soutěže na BEMU od 12/2029 |
| S71 | Vyškov na Moravě – Nezamyslice (– Přerov – Olomouc – Uničov – Šumperk)                                                                                     | IDS JMK, SJT                  |                      | ČD                   | 12/2032           | 640.2 „20Ev“       | obj. OK IDSOK M2                                  |                                     |
| S81 | Znojmo – Okříšky | IDS JMK, VDV, SJT             |                      | ČD                   | 12/2029           | 814                | obj. VYS                                          |                                     |
| S82 | Znojmo – Šatov – Retz (– Wien) | IDS JMK, SJT, ÖBB             |                      | ČD                   | 12/2033           | 1116 +CityShuttle  | obj. VOR VOR REX3                                 |                                     |
| S91 | Hodonín – Strážnice – Veselí n M. – Javorník nad Veličkou zastávka – Vrbovce – Myjava                                                                      | IDS JMK, ZSSK, SJT            |                      | ARR                  | 12/2034           | 848 „GTW“          |                                                   |                                     |
| Dálkové linky v objednávce Jihomoravského kraje / města Brna, nebo do něj vedoucí v objednávce jiného kraje | |                               |                      |                      |                   |                    |                                                   |                                     |
| R12 | Brno – Nezamyslice (– Kojetín – Hulín – Valašské Meziříčí – Frenštát pod Radhoštěm)                                                                        | IDS JMK, SJT                  |                      | ČD                   | 12/2034           | 754 + Bdmtee       | IDZK Sp4, ODIS S6 6 ✝ Sp Radhošť spol. obj. se ZK |                                     |
| R13 | Brno – Břeclav – Staré Město u Uherského Hradiště | IDS JMK, SJT                  |                      | ČD                   | 12/2034           | 530 „18Ev“         |                                                   |                                     |
| R13 | Brno – Břeclav – Staré Město u Uherského Hradiště | IDS JMK, SJT                  | 660 „10Ev“           | ČD                   | 12/2034           |                    |                                                   |                                     |
| R54 | Brno hlavní nádraží – Náměšť nad Oslavou – Třebíč | IDS JMK, VDV, SJT             |                      | ČD                   | 12/2029           | 842                |                                                   | Příprava soutěže na BEMU od 12/2029 |
| R56 | Brno hlavní nádraží – Bučovice – Kyjov – Veselí nad Moravou (– Kunovice)/ – Uherské Hradiště – Staré Město                                                 | IDS JMK, IDZK, SJT            |                      | ČD                   | 12/2034           | 842                |                                                   | Příprava soutěže na BEMU od 12/2029 |
| S3/ S31 | Brno – Tišnov – Bystřce nad Pernštejnem – Žďár nad Sázavou                                                                                                 | IDS JMK, VDV, SJT             |                      | ČD                   | 12/2034           | 842 + Bdtn + 842   | Sp Pernštejn                                      |                                     |
| Zahraniční linky vedoucí do Jihomoravského kraje                                                            | |                               |                      |                      |                   |                    |                                                   |                                     |
| REX1 | Břeclav – Bernahrdsthal – Wien Hbf – Wiener Neustadt | ÖBB                           |                      | ČD                   | 12/2033           | 1116 +CityShuttle  | obj. VOR                                          |                                     |

### Olomoucký kraj
| Linka (trať*)                                                                               | Trasa                                                                             | Platný tarif                        | Dopravce v roce 2025 | Dopravce v roce 2025 | Smlouva platná do | Nasazované vozidlo                                | Poznámka                                                        | Změna                               |
| ------------------------------------------------------------------------------------------- | --------------------------------------------------------------------------------- | ----------------------------------- | -------------------- | -------------------- | ----------------- | ------------------------------------------------- | --------------------------------------------------------------- | ----------------------------------- |
| M1                                                                                          | Kouty nad Desnou – Šumperk – Zábřeh na Moravě – Olomouc – Prostějov – Nezamyslice | ČD, IDSOK, SJT                      |                      | ČD                   | 12/2032           | 640.2 „20Ev“                                      |                                                                 |                                     |
| M1                                                                                          | Kouty nad Desnou – Šumperk – Zábřeh na Moravě – Olomouc – Prostějov – Nezamyslice | ČD, IDSOK, SJT                      | 814                  | ČD                   | 12/2032           | některé vlaky jedoucí v úseku Olomouc – Prostějov |                                                                 |                                     |
| M2                                                                                          | Šumperk – Uničov – Olomouc – Přerov – Nezamyslice (– Vyškov na Moravě)            | ČD, IDSOK, IDS JMK, SJT             |                      | ČD                   | 12/2032           | 640.2 „20Ev“                                      | IDS JMK S71                                                     |                                     |
| M4                                                                                          | Olomouc – Drahanovice – Prostějov                                                 | ČD, IDSOK, SJT                      |                      | ČD                   | 12/2029           | 848 „GTW“                                         |                                                                 | Příprava soutěže na BEMU od 12/2029 |
| M4                                                                                          | Olomouc – Drahanovice – Prostějov                                                 | ČD, IDSOK, SJT                      | 810                  | ČD                   | 12/2029           | okrajové spoje                                    |                                                                 | Příprava soutěže na BEMU od 12/2029 |
| M5                                                                                          | Olomouc – Moravský Beroun                                                         | ČD, IDSOK, SJT                      |                      | ČD                   | 12/2029           | 848 „GTW“                                         |                                                                 | Příprava soutěže na BEMU od 12/2029 |
| M6                                                                                          | Šumperk – Hanušovice – Jeseník                                                    | ČD, IDSOK, SJT                      |                      | ČD                   | 12/2029           | 848 „GTW“                                         |                                                                 |                                     |
| M7                                                                                          | Olomouc – Přerov – Hranice na Moravě – Valašské Meziříčí – Vsetín                 | ČD, IDSOK, SJT                      |                      | ČD                   | 12/2032           | 640.2 „20Ev“                                      |                                                                 |                                     |
| M11                                                                                         | Zábřeh na Moravě – Hoštejn (– Rudoltice v Čechách – Česká Třebová)                | IREDO, SJT, ČD, IDSOK               |                      | ČD                   | 12/2034           | 841 „RS1“                                         |                                                                 |                                     |
| M14                                                                                         | (Šumperk –) Petrov nad Desnou – Sobotín                                           | ČD, IDSOK, SJT                      |                      | ČD                   | 12/2032           | 810                                               |                                                                 |                                     |
| M41                                                                                         | Červenka – Prostějov                                                              | ČD, IDSOK, SJT                      |                      | ČD                   | 12/2029           | 810                                               |                                                                 | Příprava soutěže na BEMU od 12/2029 |
| M41                                                                                         | Červenka – Prostějov                                                              | ČD, IDSOK, SJT                      | 848 „GTW“            | ČD                   | 12/2029           | okrajové spoje                                    |                                                                 | Příprava soutěže na BEMU od 12/2029 |
| M42                                                                                         | Červenka – Litovel Předměstí – Mladeč                                             | ČD, IDSOK, SJT                      |                      | ČD                   | 12/2029           | 810                                               | Litovel Předměstí – Mladeč 6 ✝ v sezóně                         | Příprava soutěže na BEMU od 12/2029 |
| M44                                                                                         | Prostějov – Dzbel                                                                 | ČD, IDSOK, SJT                      |                      | ČD                   | 12/2029           | 814                                               |                                                                 | Příprava soutěže na BEMU od 12/2029 |
| M61                                                                                         | Jeseník – Lipová Lázně – Javorník ve Slezsku                                      | ČD, IDSOK, SJT                      |                      | ČD                   | 12/2029           | 848 „GTW“                                         |                                                                 |                                     |
| M62                                                                                         | Hanušovice – Staré Město pod Sněžníkem                                            | ČD, IDSOK, SJT                      |                      | ČD                   | 12/2029           | 810                                               |                                                                 |                                     |
| M63                                                                                         | (Letohrad – Lichkov –) Dolní Lipka – Hanušovice                                   | IREDO, SJT, LET, IDSOK              |                      | LET                  | 12/2029           | 832 „LINT 27“                                     | obj. PAK                                                        |                                     |
| M63                                                                                         | (Letohrad – Lichkov –) Dolní Lipka – Hanušovice                                   | IREDO, SJT, LET, IDSOK              | 846 „LINT 41“        | LET                  | 12/2029           |                                                   | obj. PAK                                                        |                                     |
| M65                                                                                         | Jeseník – Zlaté Hory                                                              | ČD, IDSOK, SJT                      |                      | ČD                   | 12/2029           | 810                                               | 6 ✝                                                             |                                     |
| S3                                                                                          | Bohumín – Ostrava-Svinov – Studénka – Suchdol nad Odrou – Hranice na Moravě       | ODIS, IDSOK, SJT                    |                      | ČD                   | 12/2032           | 640 „7Ev“                                         | spol. obj. s MSK                                                |                                     |
| S3                                                                                          | Bohumín – Ostrava-Svinov – Studénka – Suchdol nad Odrou – Hranice na Moravě       | ODIS, IDSOK, SJT                    | 640.2 „20Ev“         | ČD                   | 12/2032           |                                                   | spol. obj. s MSK                                                |                                     |
| S3                                                                                          | Bohumín – Ostrava-Svinov – Studénka – Suchdol nad Odrou – Hranice na Moravě       | ODIS, IDSOK, SJT                    | 650.2 „15Ev“         | ČD                   | 12/2032           |                                                   | spol. obj. s MSK                                                |                                     |
| S9                                                                                          | Přerov – Otrokovice – Hodonín – Břeclav                                           | ČD, IDS JMK, IDZK, IDSOK, SJT       |                      | ČD                   | 12/2029           | 640.2 „20Ev“                                      | obj. ZLK                                                        |                                     |
| S15                                                                                         | Krnov – Jinřichov ve Slezsku – Jeseník                                            | ČD, ODIS, IDSOK, SJT                |                      | ČD                   | 12/2029           | 814                                               |                                                                 |                                     |
| S15                                                                                         | Krnov – Jinřichov ve Slezsku – Jeseník                                            | ČD, ODIS, IDSOK, SJT                | 843 + Btn + Bftn     | ČD                   | 12/2029           |                                                   |                                                                 |                                     |
| Dálkové linky v objednávce Olomouckého kraje, nebo do něj vedoucí v objednávce jiného kraje |                                                                                   |                                     |                      |                      |                   |                                                   |                                                                 |                                     |
| R12                                                                                         | (Brno –) Olomouc – Zábřeh – Šumperk                                               | ČD, IDSOK, SJT                      |                      | ČD                   | 12/2027           | 362                                               | Sp 1435, 1436, 1437 Olomouc – Šumperk v prac. dny na obj. kraje |                                     |
| R12                                                                                         | (Brno –) Olomouc – Zábřeh – Šumperk                                               | ČD, IDSOK, SJT                      | 640.2 „20Ev“         | ČD                   | 12/2027           | Sp 1435 v 6                                       |                                                                 |                                     |
| R12                                                                                         | (Brno – Olomouc –) Zábřeh – Jeseník                                               | ČD, IDSOK, SJT                      |                      | ČD                   | 12/2027           | 750.7                                             | přímé vozy z Brna                                               |                                     |
| R12                                                                                         | (Brno – Olomouc –) Zábřeh – Jeseník                                               | ČD, IDSOK, SJT                      | 848 „GTW“            | ČD                   | 12/2027           | 6 ✝ posilové spoje                                |                                                                 |                                     |
| R12                                                                                         | Šumperk – Jeseník                                                                 | ČD, IDSOK, SJT                      |                      | ČD                   | 12/2027           | 848 „GTW“                                         |                                                                 |                                     |
| R13                                                                                         | Staré Město u Uherského Hradiště – Otrokovice – Olomouc                           | ČD, IDZK, IDSOK, SJT                |                      | ČD                   | 12/2029           | 640.2 „20Ev“                                      | Sp Olomouc – Staré Město spol. obj. se ZLK.                     |                                     |
| M10                                                                                         | Velké Losiny – Šumperk – Zábřeh na Moravě – Olomouc – Prostějov – Nezamyslice     | ČD, IDSOK, SJT                      |                      | ČD                   | 12/2032           | 640.2 „20Ev“                                      |                                                                 |                                     |
| M20                                                                                         | Šumperk – Uničov – Olomouc                                                        | ČD, IDSOK, SJT                      |                      | ČD                   | 12/2032           | 640.2 „20Ev“                                      |                                                                 |                                     |
| M70                                                                                         | Olomouc – Přerov – Hranice na Moravě – Valašské Meziříčí – Vsetín                 | ČD, IDSOK, SJT                      |                      | ČD                   | 12/2032           | 640.2 „20Ev“                                      |                                                                 |                                     |
| Sp1                                                                                         | Přerov – Otrokovice – Zlín – Vizovice                                             | ČD, IDZK, IDSOK, SJT                |                      | ČD                   | 12/2029           | 844 „Link“                                        | noční spoje, obj. ZLK                                           |                                     |
| 300*                                                                                        | Brno – Nezamyslice – Kojetín – Hulín – Valašské Meziříčí – Frenštát pod Radhoštěm | ČD, IDS JMK, IDZK, ODIS, IDSOK, SJT |                      | ČD                   | 12/2029           | 754 + Bdmtee                                      | IDS JMK R12, IDZK Sp4, ODIS S6 6 ✝ Sp Radhošť, obj. JMK a ZK    |                                     |

### Moravskoslezský kraj
| Linka                                                                                             | Trasa                                                                                                 | Platný tarif         | Dopravce v roce 2025 | Dopravce v roce 2025 | Smlouva platná do | Nasazované vozidlo | Poznámka                                             | Změna      |
| ------------------------------------------------------------------------------------------------- | --- | -------------------- | -------------------- | -------------------- | ----------------- | ------------------ | ---------------------------------------------------- | ---------- |
| S1                                                                                                | Opava-východ – Ostrava-Svinov                                                                         | ODIS, SJT            |                      | ČD                   | 12/2025           | 640 „7Ev“          |                                                      |            |
| S1                                                                                                | Opava-východ – Ostrava-Svinov                                                                         | ODIS, SJT            | 640.2 „20Ev“         | ČD                   | 12/2025           |                    |                                                      |            |
| S1                                                                                                | Opava-východ – Ostrava-Svinov                                                                         | ODIS, SJT            | 650.2 „15Ev“         | ČD                   | 12/2025           |                    |                                                      |            |
| S2                                                                                                | Ostrava-Svinov – Bohumín – Karviná hl. n. – Český Těšín – Mosty u Jablunkova (– Čadca)                | ODIS, SJT            |                      | ČD                   | 12/2033           | 471 „1Ev“          |                                                      |            |
| S2                                                                                                | Ostrava-Svinov – Bohumín – Karviná hl. n. – Český Těšín – Mosty u Jablunkova (– Čadca)                | ODIS, SJT            | 640 „7Ev“            | ČD                   | 12/2033           |                    |                                                      |            |
| S2                                                                                                | Ostrava-Svinov – Bohumín – Karviná hl. n. – Český Těšín – Mosty u Jablunkova (– Čadca)                | ODIS, SJT            | 640.2 „20Ev“         | ČD                   | 12/2033           |                    |                                                      |            |
| S2                                                                                                | Ostrava-Svinov – Bohumín – Karviná hl. n. – Český Těšín – Mosty u Jablunkova (– Čadca)                | ODIS, SJT            | 650.2 „15Ev“         | ČD                   | 12/2033           |                    |                                                      |            |
| S3                                                                                                | Bohumín – Ostrava-Svinov – Studénka – Suchdol nad Odrou – Hranice na Moravě                           | ODIS, IDSOK, SJT     |                      | ČD                   | 12/2033           | 640 „7Ev“          | spol. obj. s OLK                                     |            |
| S3                                                                                                | Bohumín – Ostrava-Svinov – Studénka – Suchdol nad Odrou – Hranice na Moravě                           | ODIS, IDSOK, SJT     | 640.2 „20Ev“         | ČD                   | 12/2033           |                    | spol. obj. s OLK                                     |            |
| S3                                                                                                | Bohumín – Ostrava-Svinov – Studénka – Suchdol nad Odrou – Hranice na Moravě                           | ODIS, IDSOK, SJT     | 650.2 „15Ev“         | ČD                   | 12/2033           |                    | spol. obj. s OLK                                     |            |
| S4                                                                                                | Petrovice u Karviné – Bohumín – Ostrava-Svinov – Studénka – Mošnov, Ostrava Airport                   | ODIS, SJT            |                      | ČD                   | 12/2033           | 640 „7Ev“          |                                                      |            |
| S4                                                                                                | Petrovice u Karviné – Bohumín – Ostrava-Svinov – Studénka – Mošnov, Ostrava Airport                   | ODIS, SJT            | 640.2 „20Ev“         | ČD                   | 12/2033           |                    |                                                      |            |
| S4                                                                                                | Petrovice u Karviné – Bohumín – Ostrava-Svinov – Studénka – Mošnov, Ostrava Airport                   | ODIS, SJT            | 650.2 „15Ev“         | ČD                   | 12/2033           |                    |                                                      |            |
| S5                                                                                                | Ostrava – Frýdek Místek – Frýdlant nad Ostravicí – Ostravice                                          | ODIS, SJT            |                      | ČD                   | 12/2033           | 814                |                                                      |            |
| S5                                                                                                | Ostrava – Frýdek Místek – Frýdlant nad Ostravicí – Ostravice                                          | ODIS, SJT            | 842                  | ČD                   | 12/2033           |                    |                                                      |            |
| S6                                                                                                | Ostrava – Frýdek-Místek – Frenštát pod Radhoštěm – Valašské Meziříčí                                  | ODIS, SJT            |                      | ČD                   | 12/2027           | 750.7 + 13Ev       |                                                      |            |
| S6                                                                                                | (Brno – Nezamyslice – Kojetín – Hulín –) Valašské Meziříčí – Frenštát pod Radhoštěm                   | ODIS, SJT            |                      | ČD                   | 12/2029           | 754 + Bdmtee       | IDS JMK R12, IDZK Sp4 6 ✝ Sp Radhošť, obj. JMK a ZLK |            |
| S7                                                                                                | Frýdek-Místek – Hnojník – Český Těšín – Cieszyn                                                       | ODIS, SJT            |                      | ČD                   | 12/2033           | 814                |                                                      |            |
| S8                                                                                                | Ostrava střed Ostrava hl. n. – Ostrava-Svinov – Studénka – Příbor – Kopřivnice – Štramberk – Veřovice | ODIS, SJT            |                      | ČD                   | 12/2033           | 690.2 „15Ev3“      |                                                      |            |
| S9                                                                                                | Ostrava-Svinov – Ostrava-Vítkovice – Havířov – Český Těšín                                            | ODIS, SJT            |                      | ČD                   | 12/2033           | 640 „7Ev“          |                                                      |            |
| S9                                                                                                | Ostrava-Svinov – Ostrava-Vítkovice – Havířov – Český Těšín                                            | ODIS, SJT            | 640.2 „20Ev“         | ČD                   | 12/2033           |                    |                                                      |            |
| S9                                                                                                | Ostrava-Svinov – Ostrava-Vítkovice – Havířov – Český Těšín                                            | ODIS, SJT            | 650.2 „15Ev“         | ČD                   | 12/2033           |                    |                                                      |            |
| S10                                                                                               | Opava – Bruntál – Rýmařov                                                                             | ODIS, SJT            |                      | ČD                   | 12/2033           | 811                |                                                      |            |
| S10                                                                                               | Opava – Bruntál – Moravský Beroun                                                                     | ODIS, SJT            |                      | ČD                   | 12/2033           | 811                |                                                      |            |
| S10                                                                                               | Opava – Bruntál – Moravský Beroun                                                                     | ODIS, SJT            | 843 + Btn + Bftn     | ČD                   | 12/2033           |                    |                                                      |            |
| S11                                                                                               | Opava – Hlučín                                                                                        | ODIS, SJT            |                      | ČD                   | 12/2033           | 814                |                                                      |            |
| S12                                                                                               | Kravaře ve Slezsku – Chuchelná                                                                        | ODIS, SJT            |                      | ČD                   | 12/2033           | 814                |                                                      |            |
| S13                                                                                               | Opava – Hradec nad Moravicí                                                                           | ODIS, SJT            |                      | ČD                   | 12/2033           | 814                |                                                      |            |
| S15                                                                                               | Krnov – Jinřichov ve Slezsku                                                                          | ODIS, SJT            |                      | ČD                   | 12/2033           | 810                |                                                      |            |
| S15                                                                                               | Krnov – Jinřichov ve Slezsku – Jeseník                                                                | ČD, ODIS, IDSOK, SJT |                      | ČD                   | 12/2029           | 814                | Sp obj. OLK                                          |            |
| S15                                                                                               | Krnov – Jinřichov ve Slezsku – Jeseník                                                                | ČD, ODIS, IDSOK, SJT | 843 + Btn + Bftn     | ČD                   | 12/2029           |                    | Sp obj. OLK                                          |            |
| S16                                                                                               | Třemešná ve Slezsku – Osoblaha                                                                        | ODIS, SJT            |                      | ČD                   | 12/2025           | 705.9 + Btu590     |                                                      | od 12/2025 |
| S17                                                                                               | Milotice nad Opavou – Vrbno pod Pradědem                                                              | ODIS, SJT            |                      | GWT                  | 12/2025           | 816                |                                                      |            |
| S18                                                                                               | Bruntál – Malá Morávka                                                                                | ODIS, SJT            |                      | MBM                  | 12/2025           | T334               |                                                      |            |
| S31                                                                                               | Studénka – Bílovec                                                                                    | ODIS, SJT            |                      | ČD                   | 12/2033           | 814                |                                                      |            |
| S32                                                                                               | Suchdol nad Odrou – Fulnek                                                                            | ODIS, SJT            |                      | ČD                   | 12/2033           | 810                |                                                      |            |
| S33                                                                                               | Suchdol nad Odrou – Odry – Vítkov – Budišov nad Budišovkou                                            | ODIS, SJT            |                      | ČD                   | 12/2033           | 811                |                                                      |            |
| S34                                                                                               | Suchdol nad Odrou – Nový Jičín město                                                                  | ODIS, SJT            |                      | ČD                   | 12/2033           | 814                |                                                      |            |
| Dálkové linky v objednávce Moravskoslezského kraje, nebo do něj vedoucí v objednávce jiného kraje | |                      |                      |                      |                   |                    |                                                      |            |
| R60                                                                                               | Ostrava hl. n. – Havířov – Český Těšín – Návsí                                                        | ODIS, RJ, SJT        |                      | RJ                   | 12/2027           | 388 „TRAXX3“       | RJ                                                   |            |
| R61                                                                                               | Opava v. – Ostrava-Svinov – Ostrava hl. n. – Havířov – Český Těšín – Třinec                           | ODIS, ČD, SJT        |                      | ČD                   | 12/2033           | 471 „1Ev“          |                                                      |            |
| R62                                                                                               | Ostrava-Svinov – Ostrava hl. n. – Bohumín – Karviná hl. n. – Český Těšín – Třinec centrum – Návsí     | ODIS, ČD, SJT        |                      | ČD                   | 12/2033           | 362 „69Er“         | R                                                    |            |
| R62                                                                                               | Ostrava-Svinov – Ostrava hl. n. – Bohumín – Karviná hl. n. – Český Těšín – Třinec centrum – Návsí     | ODIS, ČD, SJT        | 193 „Vectron“        | ČD                   | 12/2033           | EC/IC              |                                                      |            |
| Zahraniční linky vedoucí do Moravskoslezského kraje                                               | |                      |                      |                      |                   |                    |                                                      |            |
| S71                                                                                               | Bohumín – Chałupki ( – Rybnik – Katowice)                                                             | KSL, ČD              |                      | ČD                   | 12/2033           | 21WEa „Elf 2“      |                                                      |            |

### Zlínský kraj
| Linka                                                                                     | Trasa                                                                                               | Platný tarif                  | Dopravce v roce 2025 | Dopravce v roce 2025 | Smlouva platná do | Nasazované vozidlo | Poznámka                                              | Změna           |
| ----------------------------------------------------------------------------------------- | --------------------------------------------------------------------------------------------------- | ----------------------------- | -------------------- | -------------------- | ----------------- | ------------------ | ----------------------------------------------------- | --------------- |
| S1                                                                                        | Kroměříž – Hulín – Zlín – Vizovice                                                                  | IDZK, SJT                     |                      | ČD                   | 12/2029           | 814                |                                                       |                 |
| S1                                                                                        | Kroměříž – Hulín – Zlín – Vizovice                                                                  | IDZK, SJT                     | 844 „Link“           | ČD                   | 12/2029           |                    |                                                       |                 |
| S2                                                                                        | Rožnov pod Radhoštěm – Valašské Meziříčí – Vsetín – Horní Lideč (– Střelná – Horní Lideč) – Bylnice | IDZK, SJT                     |                      | ARR                  | 12/2029           | 832 „LINT 27“      |                                                       | BEMU od 12/2029 |
| S2                                                                                        | Rožnov pod Radhoštěm – Valašské Meziříčí – Vsetín – Horní Lideč (– Střelná – Horní Lideč) – Bylnice | IDZK, SJT                     | 846 „LINT 41“        | ARR                  | 12/2029           |                    |                                                       | BEMU od 12/2029 |
| S2                                                                                        | Rožnov pod Radhoštěm – Valašské Meziříčí – Vsetín – Horní Lideč (– Střelná – Horní Lideč) – Bylnice | IDZK, SJT                     | 848 „GTW“            | ARR                  | 12/2029           |                    |                                                       | BEMU od 12/2029 |
| S4                                                                                        | Kojetín – Hulín – Valašské Meziříčí – Rožnov pod Radhoštěm                                          | IDZK, SJT                     |                      | ČD                   | 12/2029           | 814                |                                                       |                 |
| S4                                                                                        | Kojetín – Hulín – Valašské Meziříčí – Rožnov pod Radhoštěm                                          | IDZK, SJT                     | 842                  | ČD                   | 12/2029           |                    |                                                       |                 |
| S4                                                                                        | Kojetín – Hulín – Valašské Meziříčí – Rožnov pod Radhoštěm                                          | IDZK, SJT                     | 844 „Link“           | ČD                   | 12/2029           |                    |                                                       |                 |
| S5                                                                                        | Staré Město u Uherského Hradiště – Uherský Brod – Bylnice – Vlárský průsmyk                         | IDZK, SJT, ZSSK               |                      | ARR                  | 12/2029           | 832 „LINT 27“      |                                                       |                 |
| S5                                                                                        | Staré Město u Uherského Hradiště – Uherský Brod – Bylnice – Vlárský průsmyk                         | IDZK, SJT, ZSSK               | 846 „LINT 41“        | ARR                  | 12/2029           |                    |                                                       |                 |
| S5                                                                                        | Staré Město u Uherského Hradiště – Uherský Brod – Bylnice – Vlárský průsmyk                         | IDZK, SJT, ZSSK               | 848 „GTW“            | ARR                  | 12/2029           |                    |                                                       |                 |
| S6                                                                                        | (Brno –) Veselí nad Moravou – Uherské Hradiště – Staré Město u Uherského Hradiště                   | IDZK, SJT                     |                      | ČD                   | 12/2029           | 842                |                                                       |                 |
| S6                                                                                        | (Brno –) Veselí nad Moravou – Uherské Hradiště – Staré Město u Uherského Hradiště                   | IDZK, SJT                     | 854                  | ČD                   | 12/2029           |                    |                                                       |                 |
| S6                                                                                        | Staré Město u Uherského Hradiště – Veselí nad Moravou                                               | IDZK, SJT                     |                      | ARR                  | 12/2029           | 832 „LINT 27“      |                                                       |                 |
| S6                                                                                        | Staré Město u Uherského Hradiště – Veselí nad Moravou                                               | IDZK, SJT                     | 846 „LINT 41“        | ARR                  | 12/2029           |                    |                                                       |                 |
| S6                                                                                        | Staré Město u Uherského Hradiště – Veselí nad Moravou                                               | IDZK, SJT                     | 848 „GTW“            | ARR                  | 12/2029           |                    |                                                       |                 |
| S9                                                                                        | Přerov – Otrokovice – Hodonín – Břeclav                                                             | ČD, IDS JMK, IDZK, IDSOK, SJT |                      | ČD                   | 12/2029           | 640.2 „20Ev“       |                                                       |                 |
| S11                                                                                       | Otrokovice – Vizovice                                                                               | IDZK, SJT                     |                      | ČD                   | 12/2029           | 814                |                                                       | BEMU od 12/2029 |
| S11                                                                                       | Otrokovice – Vizovice                                                                               | IDZK, SJT                     | 844 „Link“           | ČD                   | 12/2029           |                    |                                                       | BEMU od 12/2029 |
| S22                                                                                       | Vsetín – Horní Lideč – Střelná                                                                      | IDZK, SJT                     |                      | ARR                  | 12/2029           | 832 „LINT 27“      |                                                       |                 |
| S22                                                                                       | Vsetín – Horní Lideč – Střelná                                                                      | IDZK, SJT                     | 846 „LINT 41“        | ARR                  | 12/2029           |                    |                                                       |                 |
| S22                                                                                       | Vsetín – Horní Lideč – Střelná                                                                      | IDZK, SJT                     | 848 „GTW“            | ARR                  | 12/2029           |                    |                                                       |                 |
| S22                                                                                       | Horní Lideč – Střelná (– Púchov)                                                                    | IDZK, SJT, ZSSK               |                      | ARR                  | 12/2029           | 813                |                                                       |                 |
| S23                                                                                       | Vsetín – Velké Karlovice                                                                            | IDZK, SJT                     |                      | ARR                  | 12/2029           | 832 „LINT 27“      |                                                       | BEMU od 12/2029 |
| S23                                                                                       | Vsetín – Velké Karlovice                                                                            | IDZK, SJT                     | 846 „LINT 41“        | ARR                  | 12/2029           |                    |                                                       | BEMU od 12/2029 |
| S23                                                                                       | Vsetín – Velké Karlovice                                                                            | IDZK, SJT                     | 848 „GTW“            | ARR                  | 12/2029           |                    |                                                       | BEMU od 12/2029 |
| S42                                                                                       | Valašské Meziříčí – Rožnov pod Radhoštěm                                                            | IDZK, SJT                     |                      | ČD                   | 12/2029           | 844 „Link“         |                                                       | BEMU od 12/2029 |
| S43                                                                                       | Bystřice pod Hostýnem – Kroměříž – Zborovice                                                        | IDZK, SJT                     |                      | ČD                   | 12/2029           | 814                |                                                       |                 |
| S53                                                                                       | Újezdec u Luhačovic – Luhačovice                                                                    | IDZK, SJT                     |                      | ARR                  | 12/2029           | 832 „LINT 27“      |                                                       |                 |
| S53                                                                                       | Újezdec u Luhačovic – Luhačovice                                                                    | IDZK, SJT                     | 846 „LINT 41“        | ARR                  | 12/2029           |                    |                                                       |                 |
| S53                                                                                       | Újezdec u Luhačovic – Luhačovice                                                                    | IDZK, SJT                     | 848 „GTW“            | ARR                  | 12/2029           |                    |                                                       |                 |
| M7                                                                                        | Olomouc – Přerov – Hranice na Moravě – Valašské Meziříčí – Vsetín                                   | ČD, IDZK, IDSOK, SJT          |                      | ČD                   | 12/2032           | 640.2 „20Ev“       | obj. OLK                                              |                 |
| Dálkové linky v objednávce Zlínského kraje, nebo do něj vedoucí v objednávce jiného kraje | |                               |                      |                      |                   |                    |                                                       |                 |
| Sp1                                                                                       | Přerov – Otrokovice – Zlín – Vizovice                                                               | ČD, IDZK, IDSOK, SJT          |                      | ČD                   | 12/2029           | 844 „Link“         | noční spoje                                           | BEMU od 12/2029 |
| Sp4                                                                                       | (Brno – Nezamyslice – ) Kojetín – Hulín – Valašské Meziříčí (– Frenštát pod Radhoštěm)              | ČD, IDZK, IDSOK, SJT          |                      | ČD                   | 12/2029           | 754 + Bdmtee       | IDS JMK R12, ODIS S6, 6 ✝ Sp Radhošť spol. obj. s JMK |                 |
| Sp5                                                                                       | Staré Město u Uherského Hradiště – Uherský Brod – Bylnice                                           | IDZK, SJT                     |                      | ARR                  | 12/2029           | 832 „LINT 27“      |                                                       |                 |
| Sp5                                                                                       | Staré Město u Uherského Hradiště – Uherský Brod – Bylnice                                           | IDZK, SJT                     | 846 „LINT 41“        | ARR                  | 12/2029           |                    |                                                       |                 |
| Sp5                                                                                       | Staré Město u Uherského Hradiště – Uherský Brod – Bylnice                                           | IDZK, SJT                     | 848 „GTW“            | ARR                  | 12/2029           |                    |                                                       |                 |
| M70                                                                                       | Olomouc – Přerov – Hranice na Moravě – Valašské Meziříčí – Vsetín                                   | ČD, IDZK, IDSOK, SJT          |                      | ČD                   | 12/2032           | 640.2 „20Ev“       | obj. OLK                                              |                 |
| R13                                                                                       | Staré Město u Uherského Hradiště – Otrokovice – Olomouc                                             | ČD, IDZK, IDSOK, SJT          |                      | ČD                   | 12/2029           | 640.2 „20Ev“       | Sp Olomouc – Staré Město spol. obj. s OK.             |                 |